# أنجيلا ألسبروكس
أنجيلا دينييس ألسوبروكس (وُلدت في 23 شباط 1971) هي محامية وسياسية أمريكية تشغل منذ عام 2025 منصب عضو مجلس الشيوخ الأمريكي الأصغر عن ولاية ماريلاند. وهي عضو في الحزب الديمقراطي، وقد شغلت منصب مدعية الولاية لمقاطعة برينس جورج من عام 2011 حتى 2018، ومنصب المديرة التنفيذية لمقاطعة برينس جورج من عام 2018 حتى 2024. وكانت أول امرأة تشغل منصب المديرة التنفيذية للمقاطعة، وأول امرأة سوداء تتولى هذا المنصب في تاريخ ولاية ماريلاند.
وُلدت ألسوبروكس ونشأت في مقاطعة برينس جورج، وتخرجت في جامعة ديوك وجامعة ماريلاند – كلية فرانسيس كينغ كاري للقانون. بدأت مسيرتها المهنية كمحامية في مكاتب محلية، قبل أن تنخرط في حكومة المقاطعة كمدعية في قضايا العنف الأسري ومسؤولة معينة في إدارة المدير التنفيذي للمقاطعة جاك بي. جونسون. تم انتخابها كمدعية للولاية في مقاطعة برينس جورج في عامي 2010 و2014، ثم كمديرة تنفيذية للمقاطعة في عامي 2018 و2022.
تم انتخاب ألسوبروكس لمجلس الشيوخ الأمريكي في عام 2024، حيث هزمت النائب ديفيد ترون في الانتخابات التمهيدية للحزب الديمقراطي، وحاكم الولاية الجمهوري لاري هوغان في الانتخابات العامة. وهي أول سيناتورة أمريكية من أصل إفريقي تمثل ولاية ماريلاند، وثالث امرأة أمريكية من أصل إفريقي تُنتخب لمجلس الشيوخ الأمريكي. كما أنها ثاني امرأة تمثل ولاية ماريلاند في مجلس الشيوخ بعد باربرا ميكولسكي.

## الحياة المبكرة والتعليم

### الحياة المبكرة والتعليم
وُلدت أنجيلا دينييس ألسوبروكس في سوتلاند، ماريلاند، في 23 شباط 1971، لوالدها جيمس ألسوبروكس، الذي كان يعمل موزعًا لصحيفة ذي واشنطن بوست وبائع سيارات، ووالدتها باتريشيا ألسوبروكس (اسمها قبل الزواج جيمس)، وكانت موظفة استقبال. انتقلت عائلتها من سينيكا، ساوث كارولاينا إلى ماريلاند في تموز 1956، بعد وقت قصير من مقتل جدها الأكبر جي. سي. جيمس برصاص الشرطي تشارلز لي أثناء مقاومته للاعتقال. لم تُوجَّه أي تهمة إلى لي في وفاة جيمس، بعد أن وجدت هيئة المحلفين في مكتب الطبيب الشرعي أنه تصرف دفاعًا عن النفس بعد أن بدأ الاثنان في الشجار أثناء محاولة لي اعتقال جيمس بتهمة إثارة الفوضى. وقد ذكرت ألسوبروكس أن اسم عائلتها من أصول أفريقية غربية أو أمريكية أصلية.
نشأت ألسوبروكس في كامب سبرينغز، ماريلاند، ودرست في مدرسة بنجامين بانكر الثانوية في واشنطن، دي.سي. حصلت على درجة البكالوريوس في السياسة العامة والدراسات الأفرو-أمريكية من جامعة ديوك في عام 1993، ودرجة دكتوراه في القانون من كلية الحقوق بجامعة ماريلاند التابعة لجامعة ماريلاند، بالتيمور في عام 1996. بعد قبولها في نقابة المحامين في ماريلاند عام 1996، عملت ألسوبروكس متدربة قانونية في مكاتب المحاماة دي. إل. إيه. بايبر وديكارو، دوران، ولدى قاضيي المحكمة الدائرية ويليام دي. كوارلس الابن ودونا هيل ستاتون حتى عام 1997، عندما بدأت العمل كمدعية مساعدة في مقاطعة برينس جورج. وقد كُلّفت حينها بالتعامل مع قضايا العنف الأسري. غادرت مكتب المدعي العام في عام 2002 لتصبح منسقة شؤون التعليم في مكتب المدير التنفيذي لمقاطعة برينس جورج جاك بي. جونسون. وفي عام 2003، تم تعيينها مديرة تنفيذية لهيئة الإيرادات في المقاطعة.

### المسيرة المهنية المبكرة
انخرطت ألسوبروكس في السياسة لأول مرة أثناء عملها رئيسة لمجلس الطلبة في مدرستها الثانوية. وقد عملت لاحقًا كمتدربة لدى مندوبة مجلس النواب الأمريكي إليانور هولمز نورتون. حضرت ألسوبروكس المؤتمر الوطني للحزب الديمقراطي عام 1992 كمتدربة لدى الكتلة السوداء في الكونغرس، وتطوعت في الحملة الرئاسية للمرشح الديمقراطي بيل كلينتون. وفي عام 2000، عملت في الحملة الرئاسية لنائب الرئيس آل غور. وفي عام 2008، ترشحت ألسوبروكس لتمثيل الحزب الديمقراطي في المؤتمر الوطني، وكانت ملتزمة بدعم السيناتورة هيلاري كلينتون. وبعد المؤتمر، دعمت المرشح الديمقراطي باراك أوباما. وفي مؤتمر الحزب الديمقراطي لعام 2016، كانت مندوبة ملتزمة بدعم كلينتون.
في عام 2009، بدأت ألسوبروكس في الانخراط في السياسة الانتخابية عندما قدمت طلب ترشحها لمنصب مدعية الولاية في مقاطعة برينس جورج بعد أن قرأت مقالة عن المدعية العامة في سان فرانسيسكو كامالا هاريس في مجلة إيسينس، وكتابها "ذكية في مكافحة الجريمة". وقد دعمت هاريس حملة ألسوبروكس للترشح لمنصب مدعية الولاية.

## مدعية الولاية في مقاطعة برينس جورج

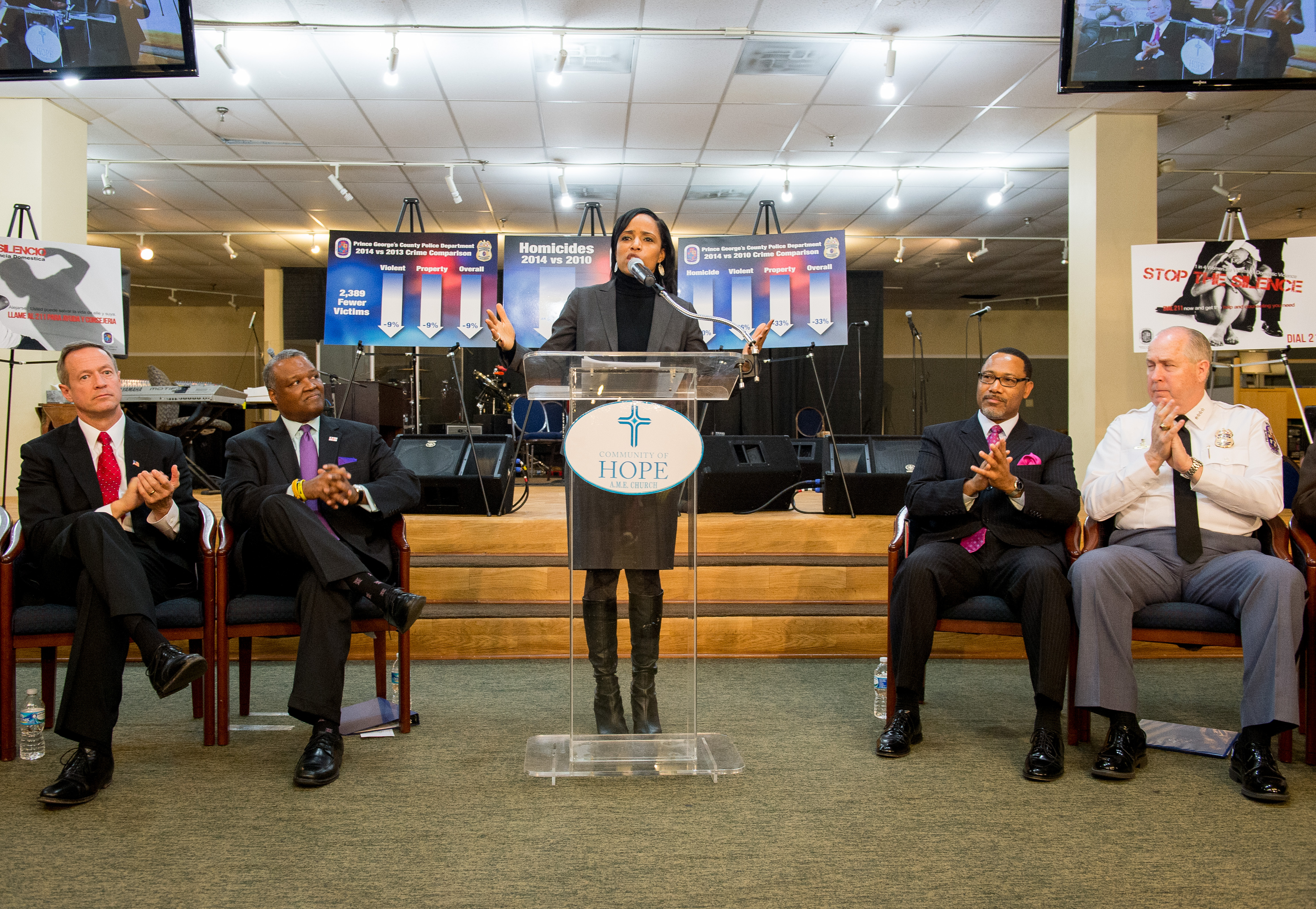
ألسبروكس كمدعي عام لمقاطعة برينس جورج في عام 2015

تم انتخاب ألسوبروكس لأول مرة كمدعية الولاية في مقاطعة برينس جورج في عام 2010، وأُعيد انتخابها في عام 2014. وهي أول امرأة وأصغر شخص يتولى هذا المنصب في تاريخ المقاطعة. خلال انتخابات عام 2010، خاضت ألسوبروكس السباق بدعم من وزيرة شؤون المسنين في ماريلاند غلوريا جي. لولا، والمديرين التنفيذيين للمقاطعة وين ك. كاري وجاك بي. جونسون، بالإضافة إلى المدعي العام الحالي آنذاك غلين آيفي، وكانت ضمن لائحة انتخابية ضمت النائب السابق في الولاية راشرن بيكر.
بصفتها مدعية الولاية، تبنّت ألسوبروكس نهجًا يُنظر إليه على أنه صارم تجاه الجريمة، إلى جانب دعمها لنهج إعادة التأهيل للقاصرين في نظام العدالة الجنائية. وخلال فترة توليها المنصب، انخفض معدل الجرائم العنيفة في المقاطعة بنسبة 50%، بما يتماشى مع الاتجاهات الوطنية. كما زادت ألسوبروكس من عدد الملاحقات القضائية في قضايا اقتحام السيارات، والتخريب، والسطو، وقامت بنفسها بمقاضاة ريتشموند فيليبس، الذي حُكم عليه بالسجن مدى الحياة دون إمكانية الإفراج المشروط بعد أن قتل عشيقته وابنتهما؛ وكذلك دارون بوسويل-جونسون، الذي حُكم عليه بعقوبتي سجن مدى الحياة بعد أن قتل ابنته البالغة من العمر عامين ووالدتها.
دعمت ألسوبروكس مبادرات المدير التنفيذي للمقاطعة راشرن بيكر التي هدفت إلى تركيز موارد الحكومة في المجتمعات التي تعاني من مشكلات اجتماعية، وإلى تولي الحكومة المحلية السيطرة على نظام المدارس في مقاطعة برينس جورج، وهو ما اعتبرته سببًا في انخفاض معدلات الجريمة في المقاطعة. وتم إنشاء وحدة خاصة للملاحقات القضائية ضمن مكتبها لمعالجة الجرائم الاقتصادية، والفساد العام، وحالات سوء السلوك الشرطي.
سعت ألسوبروكس إلى تأمين تمويل لزيادة عدد المحامين في المكتب، ونجحت في رفع معدلات الإدانات. كما قامت بتقسيم المدعين في مكتبها إلى ست مناطق شرطية تغطي أنحاء المقاطعة لمعالجة القضايا الخاصة بكل منطقة، وركّزت على معالجة القضايا المتعلقة بجودة الحياة، ومكافحة التسرب المدرسي، وزيادة الخدمات الاجتماعية. عملت ألسوبروكس مع هاريس، التي كانت حينها المدعية العامة لولاية كاليفورنيا، على تنفيذ برنامج يهدف إلى تقليل حالات العَود إلى الإجرام في مقاطعة برينس جورج، على غرار برنامج "العودة إلى المسار" الذي أطلقته هاريس في كاليفورنيا.

## المديرة التنفيذية لمقاطعة برينس جورج

### الانتخابات

#### 2018
أعلنت ألسوبروكس نيتها الترشح لمنصب المديرة التنفيذية للمقاطعة في 28 تموز 2017. شمل برنامجها الانتخابي زيادة تمويل التعليم، وتوسيع قاعدة الضرائب التجارية، وتحسين السلامة العامة من خلال زيادة عدد المجندين في صفوف الشرطة. خلال الانتخابات التمهيدية، حصلت ألسوبروكس على دعم صحيفة ذي واشنطن بوست، والسيناتور كريس فان هولن، وعضوي مجلس النواب أنثوني براون وستيْني هوير، وعدد من نقابات العمال. فازت ألسوبروكس في الانتخابات التمهيدية للحزب الديمقراطي بنسبة 61.8% من الأصوات، متغلبة على ثمانية مرشحين آخرين، من بينهم النائبة السابقة في مجلس النواب دونا إدواردز، وعضو مجلس شيوخ الولاية سي. أنثوني ميوز. واجهت المرشح الجمهوري جيري ماثيس في الانتخابات العامة، لكنه انسحب لاحقًا وأعلن تأييده لألسوبروكس في 29 آب 2018، مما أتاح لها خوض الانتخابات دون معارضة رسمية، فحصلت على 98.9% من الأصوات في الانتخابات العامة.

#### 2022
اعتُبرت ألسوبروكس مرشحة محتملة لانتخابات حاكم ولاية ماريلاند لعام 2022، لكنها اختارت بدلًا من ذلك الترشح لإعادة انتخابها كمديرة تنفيذية للمقاطعة في عام 2022. وقد أعلنت دعمها لويس مور في الانتخابات التمهيدية للحزب الديمقراطي في 5 آذار 2022، والذي وُصف لاحقًا بأنه "الدعم الأهم" لحملة مور. وبعد فوز مور في الانتخابات العامة، تم تعيين ألسوبروكس كرئيسة مشاركة في فرق الانتقال لكل من مور والمراقبة العامة المنتخبة بروك ليرمان.

### الفترة في المنصب

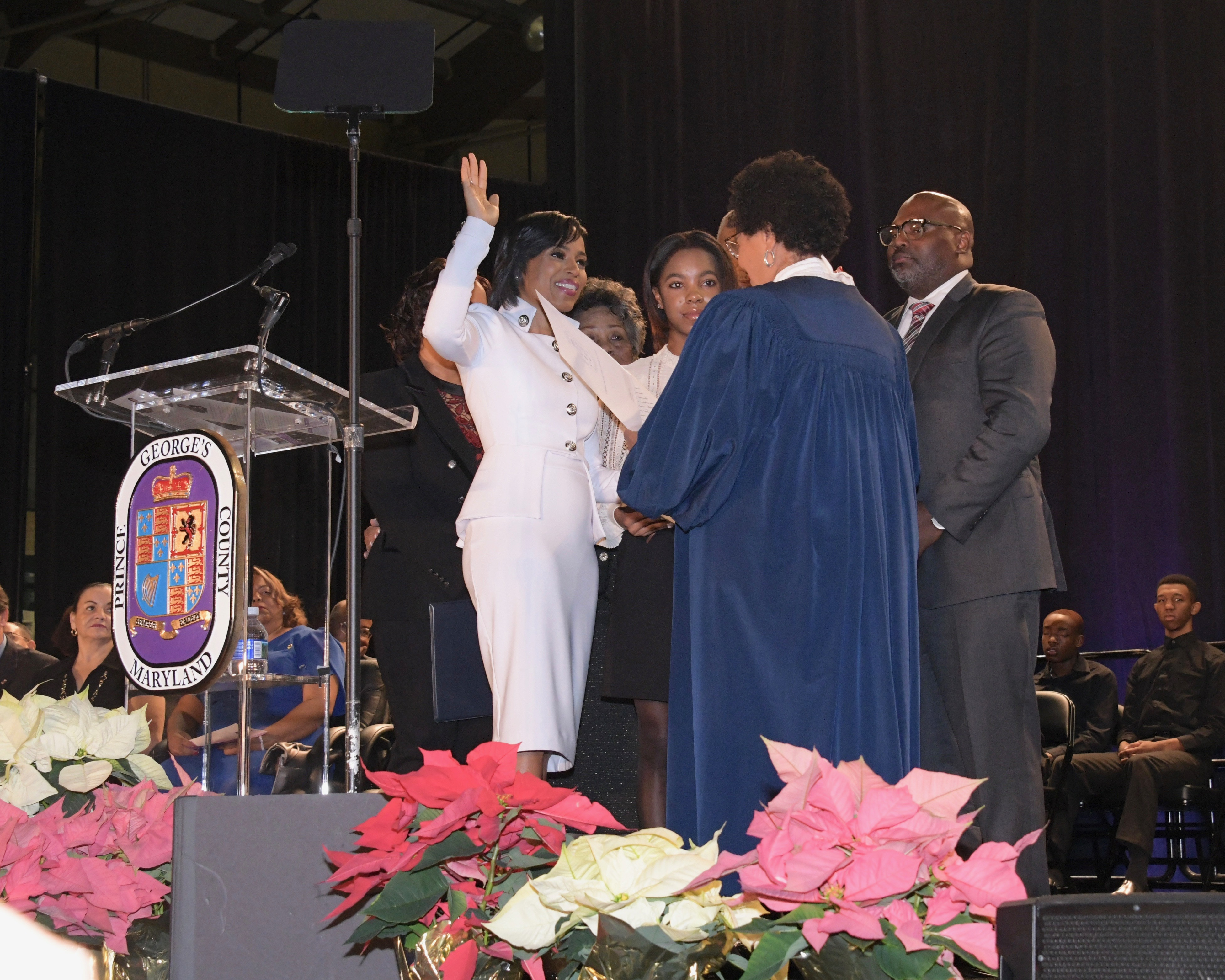
ألسبروكس يؤدي اليمين الدستورية كرئيس تنفيذي للمقاطعة، 2018

أدت ألسوبروكس اليمين الدستورية في 3 كانون الأول 2018، لتصبح أول امرأة تُنتخب كمديرة تنفيذية لمقاطعة برينس جورج، وكذلك أول امرأة سوداء تتولى هذا المنصب في ولاية ماريلاند.
في تموز 2019، سافرت ألسوبروكس إلى ديترويت، ميشيغان، لتقديم الدعم المعنوي لهاريس خلال إحدى المناظرات الرئاسية المتلفزة، واصطحبت معها ابنتها المراهقة. في أيار 2020، تم تعيين ألسوبروكس كرئيسة مشاركة لمجموعة نساء ماريلاند من أجل بايدن، إلى جانب رئيسة مجلس نواب الولاية أدريين أ. جونز، ونائبة رئيس مجلس شيوخ الولاية ميلوني جي. غريفيث، ورئيسة الحزب الديمقراطي في ماريلاند إيفيت لويس. كانت ألسوبروكس مندوبة ملتزمة بدعم بايدن في المؤتمر الوطني للحزب الديمقراطي لعام 2020، وحضرت لاحقًا حفل تنصيب جو بايدن في 20 كانون الثاني 2021. كانت ألسوبروكس المتحدثة الرئيسية خلال المؤتمر الوطني للحزب الديمقراطي لعام 2024، حيث كانت أيضًا مندوبة ملتزمة بدعم هاريس.
خلال فترة ولايتها كمديرة تنفيذية للمقاطعة، واجهت ألسوبروكس انتقادات من مسؤولين من أصول لاتينية لعدم تعيينها أي شخص من أصول لاتينية في مجلس إدارتها المؤلف من 39 عضوًا، على الرغم من أن اللاتينيين يشكلون 21.2% من سكان المقاطعة. وفي تصريحاتها لصحيفة ذي واشنطن بوست، أقرت بأنه يمكن بذل المزيد من الجهود لإدماج اللاتينيين في حكومتها، وأفاد أعضاء من مكتبها أن الإدارة لا تتلقى في كثير من الأحيان طلبات توظيف من المتقدمين من أصول لاتينية. وفي أعقاب هذه الانتقادات، عيّنت ألسوبروكس مانويل كاستيو مسؤولًا للأمن السيبراني، وأنشأت مكتب الشؤون متعددة الثقافات، وسهلت الوصول إلى الترجمات الإسبانية لوثائق المقاطعة. وذكرت لاحقًا أن نسبة تمثيل اللاتينيين في القوى العاملة بالمقاطعة ارتفعت من 6% إلى 23% خلال فترة ولايتها.
بعد انتخابها لمجلس الشيوخ الأمريكي، استقالت ألسوبروكس من منصبها كمديرة تنفيذية للمقاطعة في 2 كانون الأول 2024. وتولت تارا جاكسون، المديرة الإدارية للمقاطعة، مهام المنصب بصفة مؤقتة بعد استقالتها. أُجريت انتخابات خاصة لاختيار مدير تنفيذي للمقاطعة في 3 حزيران 2025. دعمت ألسوبروكس عضو مجلس المقاطعة العام كالفن هوكينز، الذي هُزم في الانتخابات التمهيدية للحزب الديمقراطي أمام مدعية الولاية في مقاطعة برينس جورج عائشة بريفبوي. وفازت بريفبوي في الانتخابات العامة في 3 حزيران 2025، متغلبة على المرشح الجمهوري جوناثان وايت بنسبة 91.2% من الأصوات.

### جائحة كوفيد-19

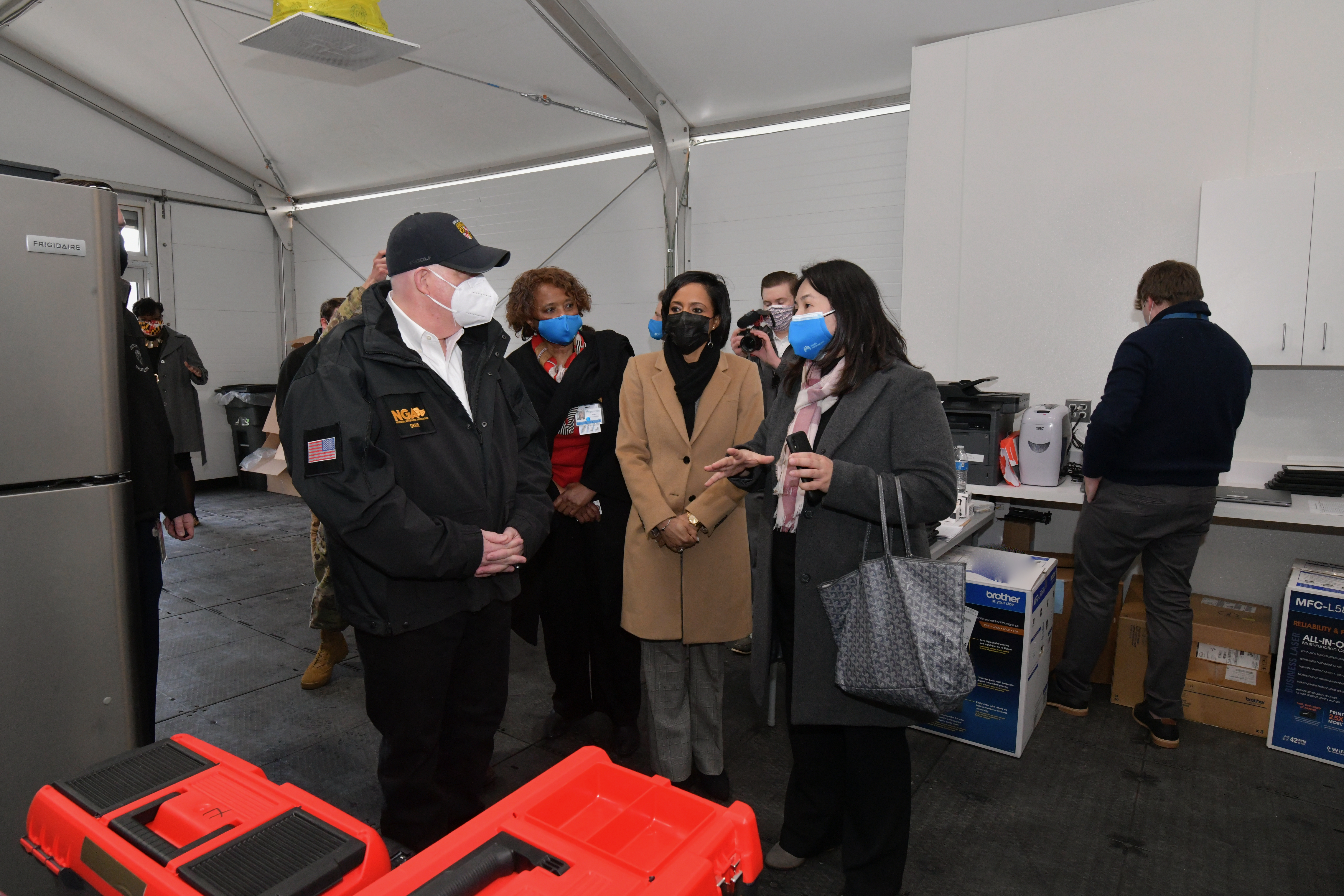
ألسبروكس (في الوسط) يقوم بجولة في موقع التطعيم الجماعي Six Flags America مع الحاكم لاري هوجان ، 2021

في 9 آذار 2020، أعلنت ألسوبروكس تسجيل أول حالة إصابة بكوفيد-19 في مقاطعة برينس جورج. وسرعان ما أمرت بإغلاق جميع مباني المقاطعة، وافتتحت أول موقع لفحص كوفيد-19 في المقاطعة في ملعب فيديكس فيلد في 27 آذار 2020. كانت مقاطعة برينس جورج الأكثر تضررًا في ولاية ماريلاند من جائحة كوفيد-19، حيث بلغ عدد الحالات الإجمالي 74,704 حالة و1,317 وفاة بحلول آذار 2021.
في نيسان 2020، أشادت ألسوبروكس بإدارة لاري هوغان لشرائها 500,000 مجموعة فحص من كوريا الجنوبية من خلال عملية "صداقة دائمة"، وطلبت لاحقًا 90,000 من هذه المجموعات لسكان مقاطعة برينس جورج. وفي أيار 2020، ومع بدء استقرار عدد حالات الدخول إلى المستشفيات على مستوى الولاية، أعربت ألسوبروكس عن قلقها بشأن خطط الولاية المحتملة لتخفيف بعض القيود المتعلقة بكوفيد-19، مستشهدةً بتقارير من وزارة الصحة تُظهر أن المقاطعة لا تزال تواجه زيادة في عدد المصابين. وفي وقت لاحق من ذلك الشهر، خصصت ألسوبروكس مبلغ 8 ملايين دولار لبرنامج المساعدات الإيجارية في المقاطعة لدعم الأفراد المتأثرين بجائحة كوفيد-19. كما شاركت مع معظم المديرين التنفيذيين الآخرين للمقاطعات في إرسال رسالة إلى هوغان تحذر من أن ولاياتهم "تفتقر إلى الموارد الكافية" لاتخاذ خطوات لإعادة الفتح في الأسابيع المقبلة. وأعلنت ألسوبروكس في 28 أيار 2020 أن المقاطعة ستبدأ "الافتتاح التدريجي"، وستشكل فريق عمل بعنوان "برينس جورج إلى الأمام" لمساعدة المقاطعة على التعافي من الجائحة. دخلت المقاطعة المرحلة الثانية من إعادة الفتح في 15 حزيران 2020.
في تموز 2020، وبعد زيادة في عدد الحالات، أنشأت ألسوبروكس فريقًا للامتثال باسم "سفراء كوفيد-19" للتأكد من التزام المنشآت بقيود المقاطعة المتعلقة بكوفيد-19. ومع استمرار الزيادة في الحالات، رفضت في البداية فرض قيود جديدة، لكنها فرضت في اليوم التالي حدًا أقصى للتجمعات الاجتماعية يبلغ 50 شخصًا. في أيلول 2020، رفضت ألسوبروكس الانتقال إلى المرحلة الثالثة من إعادة الفتح، مشيرة إلى أن 13 رمزًا بريديًا في المقاطعة سجلت معدلات إيجابية تبلغ خمسة بالمئة أو أكثر. وفي تشرين الثاني 2020، أعلنت ألسوبروكس فرض حدود جديدة على الطاقة الاستيعابية في الحانات، وصالات الألعاب الرياضية، والمطاعم، إثر ارتفاع عدد الإصابات بكوفيد-19.
في كانون الثاني 2021، أعلنت ألسوبروكس أن إدارة الصحة في المقاطعة ستلغي جميع مواعيد التطعيم المجدولة بعد 9 شباط، كجزء من "إعادة ضبط" بعد ملاحظة أن سكان المقاطعات المجاورة كانوا يعبرون إلى برينس جورج لتلقي اللقاح. وفي شباط 2021، أطلقت حملة "فخور لأنني محصَّن" بالتعاون مع مستشفيات ومنظمات غير ربحية محلية لمكافحة المعلومات المضللة بشأن اللقاحات وتشجيع السكان على تلقي التطعيم، وانضمت لاحقًا إلى جهود على مستوى الولاية لتحقيق الهدف نفسه. في أيار 2021، رفعت ألسوبروكس معظم قيود المقاطعة المتعلقة بكوفيد-19، مستشهدة بانخفاض عدد الحالات. كما شاركت مع قادة محليين في إرسال رسالة إلى الحاكم هوغان تحثه على فرض وقف مؤقت لحالات الإخلاء على مستوى الولاية، لمنح الحكومات المحلية مزيدًا من الوقت لإنشاء برامج المساعدة الإيجارية. في آب 2021، أعادت ألسوبروكس فرض ارتداء الكمامات في الأماكن المغلقة في المقاطعة، إثر ارتفاع عدد الإصابات الناتج عن متحور دلتا. وتم رفع هذا الإجراء في 28 شباط 2022.

## انتخابات مجلس الشيوخ الأميركي

### الانتخابات

#### 2024

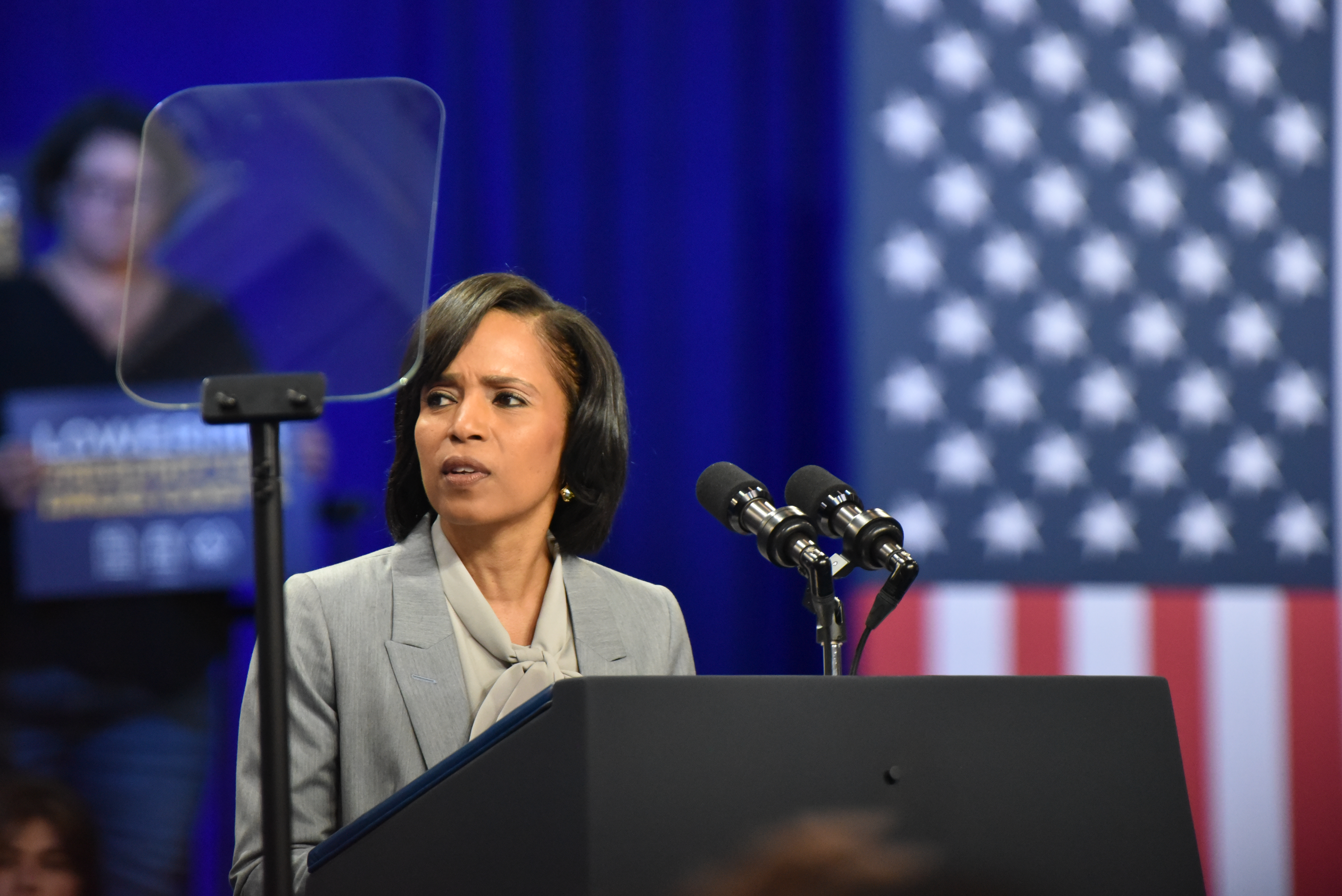
ألسبروكس يتحدث في تجمع انتخابي في أغسطس 2024

في 9 أيّار 2023، أعلنت ألسوبروكس ترشحها لانتخابات مجلس الشيوخ الأميركي لعام 2024 عن ولاية ماريلاند. خلال الانتخابات التمهيدية للحزب الديمقراطي، ركزت حملتها على قضايا "الأسرة اليومية"، مثل سلامة المجتمع والرعاية الصحية، مع تسليط الضوء على مسيرتها السياسية كمدعية عامة ومديرة تنفيذية للمقاطعة. كما قامت بحملة مكثفة في منطقة بالتيمور الحضرية، والتي اعتُبرت ساحة معركة رئيسية في الانتخابات التمهيدية والعامة. رأت وسائل الإعلام أن ألسوبروكس كانت من أوائل المرشحين البارزين. وقد حصلت على عدة تأييدات بارزة من النخبة السياسية للحزب الديمقراطي في ماريلاند في بداية حملتها، بما في ذلك من كريس فان هولن، وستيتي هوير، وويس مور، والعديد من أعضاء المجلس التشريعي للولاية ومديري المقاطعات.
تحولت الانتخابات التمهيدية الديمقراطية إلى "منافسة بين المال والتأييدات"، حيث حصلت ألسوبروكس على أكبر عدد من التبرعات الفردية، بينما قام أقرب منافسيها، ديفيد ترون، بتمويل حملته إلى حد كبير بنفسه بمبلغ 61.7 مليون دولار، وتفوق في الإنفاق على ألسوبروكس بنسبة عشرة إلى واحد حتى أيّار 2024. استخدم ترون أمواله لتمويل حملة إعلامية واسعة في جميع أنحاء الولاية. ونتيجة لذلك، استخدمت حملة ألسوبروكس الفعاليات الانتخابية للقاء المؤيدين المحتملين بشكل مباشر، وانتظرت حتى الأسابيع الأخيرة من الانتخابات التمهيدية لعرض مجموعة من الإعلانات التي قدمتها للناخبين، وتفاخر بإنجازاتها في المنصب، وروّج لتأييدها من قبل شخصيات بارزة.
تخلفت ألسوبروكس عن ترون في استطلاعات الرأي خلال معظم فترة الانتخابات التمهيدية، لكنها شهدت موجة دعم في أسابيعها الأخيرة مع زيادة اهتمام الناخبين وتعرض حملة ترون لعدة زلات خلال حملته. فازت ألسوبروكس بالانتخابات التمهيدية في 14 أيّار 2024 بنسبة 54٪ من الأصوات. وجاء دعمها بشكل رئيسي من أكثر المقاطعات اكتظاظًا بالسكان في الولاية، ولا سيما من معقلها الأساسي في مقاطعة برينس جورج، في حين جاء دعم ترون بشكل رئيسي من المناطق الريفية في ماريلاند ومقاطعة فريدريك. واجهت ألسوبروكس هوغان في الانتخابات العامة. وقد قامت بتدقيق سجله التشريعي، وسعت لربطه بالرئيس السابق دونالد ترامب، وسعت لتذكير الناخبين بأن فوز هوغان سيؤدي إلى سيطرة الحزب الجمهوري على مجلس الشيوخ الأميركي. تقدمت ألسوبروكس على هوغان في استطلاعات الرأي الخاصة بالانتخابات العامة، ولكن بهامش أصغر من المعتاد للحزب الديمقراطي في ماريلاند. هزمت ألسوبروكس هوغان في 5 تشرين الثاني بنسبة 54.6٪ من الأصوات.

### فترة الولاية

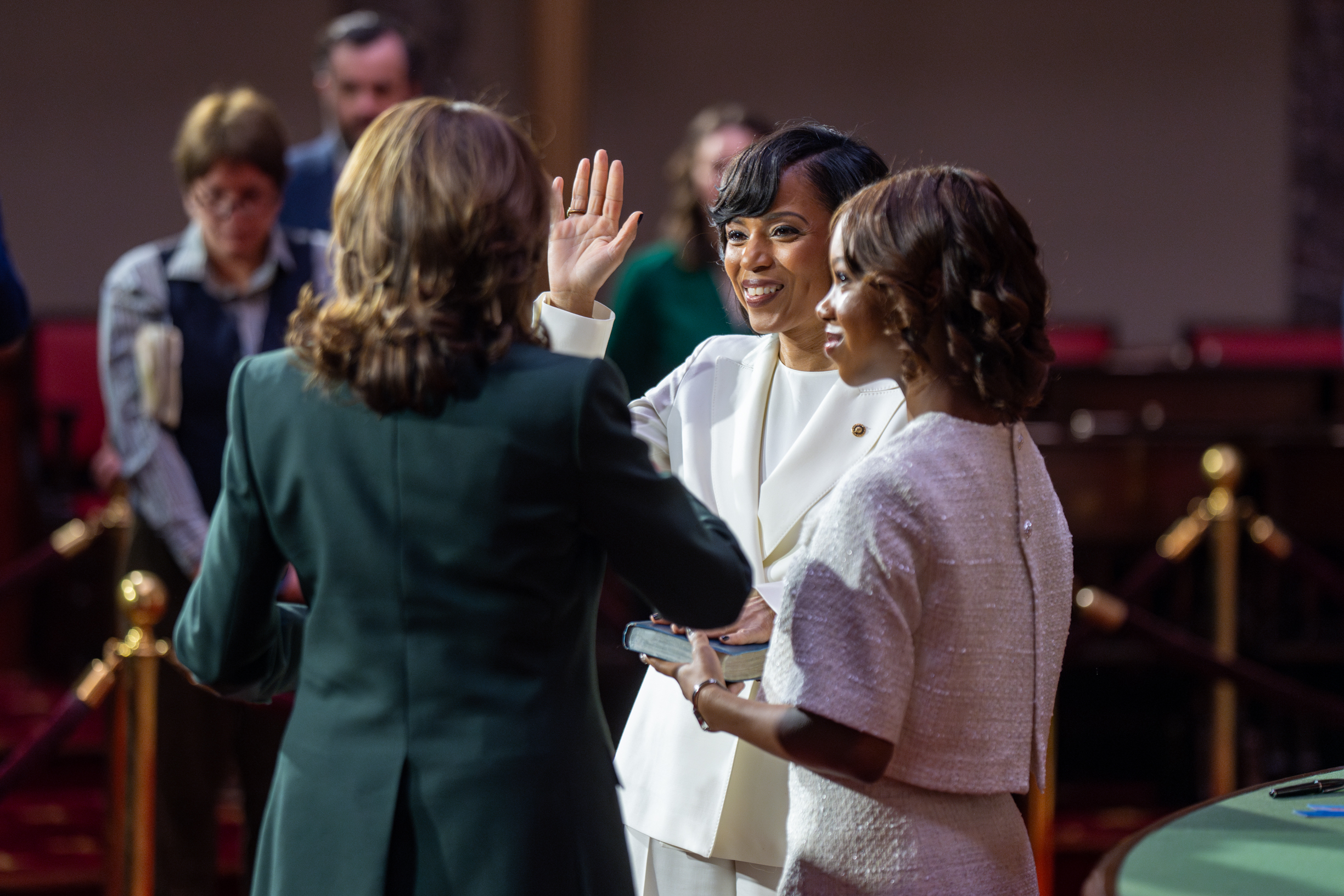
ألسبروكس تؤدي اليمين الدستورية كعضو في مجلس الشيوخ عن ولاية ماريلاند من قبل نائبة الرئيس كامالا هاريس ، مع ابنتها أليكس

أدت ألسوبروكس اليمين الدستورية في 3 كانون الثاني 2025. وهي أول سيناتورة سمراء البشرة من ولاية ماريلاند، وأول امرأة تمثل ماريلاند في الكونغرس منذ تقاعد بربارة ميكولسكي ودونا إدواردز في عام 2017، وثالث امرأة سمراء البشرة تُنتخب على الإطلاق إلى مجلس الشيوخ.

### العضوية في اللجان
المصدر: 
- لجنة الشؤون المصرفية والإسكان والحضرية
  - اللجنة الفرعية للمؤسسات المالية وحماية المستهلك
  - اللجنة الفرعية للإسكان والنقل وتنمية المجتمع
  - اللجنة الفرعية للأمن القومي والتجارة الدولية والتمويل
  - اللجنة الفرعية للأوراق المالية والتأمين والاستثمار
- لجنة البيئة والأشغال العامة
  - اللجنة الفرعية للنقل والبنية التحتية (عضو بارز)
  - اللجنة الفرعية المعنية بمصايد الأسماك والمياه والحياة البرية
- لجنة الصحة والتعليم والعمل والمعاشات التقاعدية
  - اللجنة الفرعية للتعليم والأسرة الأمريكية
  - اللجنة الفرعية للتوظيف والسلامة في مكان العمل
- اللجنة الخاصة للشيخوخة

### عضوية الكتلة
- الكتلة السوداء في الكونجرس [5]
- اللجنة الكونجرسية لقضايا المرأة [6]

## المواقف السياسية
خلال حملتها الانتخابية لمجلس الشيوخ الأمريكي عام 2024، وصفت صحيفة بالتيمور بانر ألسبركس بأنها من يسار الوسط.  واستشهدت بجاك ب. جونسون  وهاريس -الذي وصفته أيضًا بأنه صديقها القديم- باعتبارهما مرشديها السياسيين. 

### الجريمة والشرطة

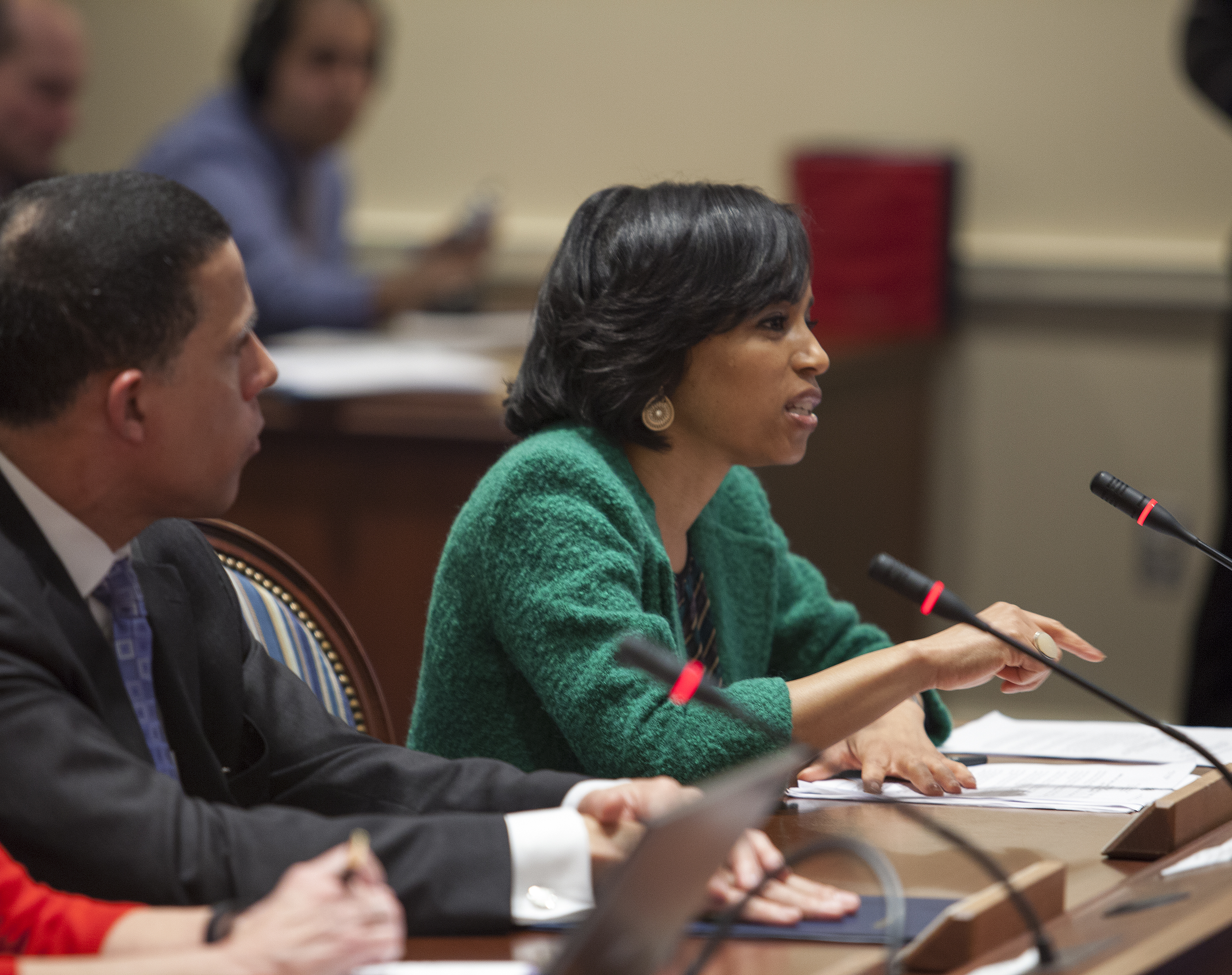
أدلت ألسبروكس بشهادتها دعماً للتشريع الهادف إلى حماية ضحايا العنف الأسري، عام 2014

بصفتها المدعية العامة، عارضت ألسوبروكس إزالة ضباط الموارد المدرسية من المدارس العامة في مقاطعة برينس جورج. كما سعت إلى إصدار أحكام قاسية على القاصرين الذين ارتكبوا جرائم عنيفة، ودعمت زيادة الحد الأدنى للعقوبة للأشخاص المدانين بحيازة سلاح ناري غير قانوني، لكنها دعمت أيضًا برامج لتسهيل حذف الإدانات، وتحويل القاصرين من النظام القضائي الجنائي، ومساعدة المخالفين غير العنيفين في قضايا المخدرات على الالتحاق بالكلية المجتمعية أو التدريب المهني. وبصفتها مديرة تنفيذية للمقاطعة، دافعت عن إدارة شرطة مقاطعة برينس جورج في مواجهة دعوى تمييز عنصري أنفقت فيها المقاطعة ما لا يقل عن 17 مليون دولار، وتمت تسوية القضية مقابل 5.8 مليون دولار في تموز 2021.
في إحدى أولى قضاياها كمدعية عامة في شباط 2011، سعت ألسوبروكس إلى فرض عقوبة الإعدام على داريل لين بيلارد، الذي قتل أربعة أشخاص، من بينهم طفلان، في مقاطعة برينس جورج. بعد أن وقع الحاكم مارتن أومالي قانونًا يحظر عقوبة الإعدام في عام 2013، سحبت ألسوبروكس طلب الإعدام وسعت بدلًا من ذلك إلى إصدار حكم بالسجن مدى الحياة دون إمكانية الإفراج المشروط. لم تُصرح ألسوبروكس عما إذا كانت تؤيد الجهود المبذولة لوضع مبادرة استفتاء في اقتراع عام 2014 لإلغاء حظر عقوبة الإعدام، لكنها قالت إنها ستدرس المطالبة بها إذا كانت متاحة. أُدين بيلارد بأربع تهم بالقتل من الدرجة الأولى، وحُكم عليه بأربع عقوبات سجن مدى الحياة متتالية في 27 حزيران 2014. في كانون الأول 2023، صرحت ألسوبروكس لموقع موكو360 بأنها لا تدعم إعادة العمل بعقوبة الإعدام، وأنها ستدعم إلغاءها على المستوى الفيدرالي إذا تم انتخابها لمجلس الشيوخ الأميركي.
في عام 2012، قالت ألسوبروكس إنها تعارض قرار محكمة استئناف ماريلاند في قضية "ماريلاند ضد كينغ"، والذي قضى بأن جمع مسحات من الخد من الأفراد المعتقلين ينتهك حقوقهم بموجب التعديل الرابع. وعندما سُئلت من قبل موقع ذي إنترسبت عما إذا كانت لا تزال تؤيد جمع معلومات الحمض النووي من المعتقلين، قال متحدث باسم ألسوبروكس إن جمع هذه السجلات هو "أداة قيّمة" في ملاحقة المجرمين العنيفين. خلال الدورة التشريعية لعام 2023، أدلت ألسوبروكس بشهادتها ضد مشروع قانون يزيد من قيود الخصوصية المفروضة على جمع الشرطة للبيانات البيومترية.
خلال الدورة التشريعية لعام 2013، أدلت ألسوبروكس بشهادتها تأييدًا لمشروع قانون يُجرّم التهديدات بالعنف الجماعي، والذي قُدم بعد إرسال تهديدات إلى مدرسة لوريل الثانوية وجامعة ماريلاند، كوليج بارك، ومشروع قانون آخر يُلزم الشرطة والعاملين في مجال الرعاية الصحية بالإبلاغ عن التهديدات بالإساءة. كما دعمت مشروع قانون لزيادة العقوبات على الجرائم المرتكبة بالقرب من القاصرين.
في عام 2014، بعد أن صوتت الجمعية العامة لماريلاند على إلغاء تجريم حيازة كميات صغيرة من الماريجوانا، شكلت ألسوبروكس لجنة لوضع خطة للتعامل مع الجرائم المتعلقة بالماريجوانا. وبصفتها المدعية العامة، دعت إلى برامج تحويل المخدرات التي توفر خدمات علاجية للأفراد المتهمين بجرائم ماريجوانا بسيطة، بما في ذلك برنامج يسمح للمخالفين ذوي المستوى المنخفض بحضور كلية مجتمع برينس جورج وأداء خدمة مجتمعية بدلًا من السجن. في تشرين الثاني 2015، صرحت ألسوبروكس في برنامج "ذا كوجو نامدي شو" على إذاعة وامو بأن إلغاء تجريم الماريجوانا أدى إلى زيادة بنسبة 30٪ في جرائم القتل في مقاطعة برينس جورج. وصرح متحدث باسمها لاحقًا بأن تعليقاتها "مجرد نظريات لم تثبتها الإحصاءات الجنائية بعد". في شباط 2019، وبعد أن أجرت لجنتها السياسية استطلاعًا للناخبين حول تقنين الماريجوانا الترفيهية للبالغين، صرحت ألسوبروكس في البرنامج ذاته أنها لا تهتم بكيفية استخدام البالغين للماريجوانا، لكنها أعربت عن قلقها بشأن تأثير ذلك على تطور الأطفال وقدرتهم على الحصول على وظائف. خلال حملتها لمجلس الشيوخ لعام 2024، صرحت ألسوبروكس بأنها ستصوّت لصالح تقنين الماريجوانا الترفيهية على المستوى الفيدرالي.
خلال الدورة التشريعية لعام 2015، أعربت ألسوبروكس عن دعمها لقانون "الفرصة الثانية"، الذي يسمح بحذف إدانات الجنح غير العنيفة، مثل الإخلال بالنظام، والتعدي على ممتلكات الغير، والسرقة بأقل من 1000 دولار.
في تشرين الثاني 2016، تحدثت ألسوبروكس دعمًا لقانون مقترح يمنع المدعين العامين من فرض كفالة عالية على المتهمين الفقراء، مجادلة بأن هذا التغيير سيوفر حماية متساوية بموجب القانون للأفراد من ذوي الدخل المحدود. في عام 2017، عارضت مشروع قانون يضع معايير جديدة للإفراج قبل المحاكمة ويزيد من استخدام الكفالة النقدية. وخلال حملتها لمنصب مديرة المقاطعة عام 2018، صرحت ألسوبروكس بأنها تدعم إلغاء نظام الكفالة النقدية.
خلال الدورة التشريعية لعام 2018، أدلت ألسوبروكس بشهادتها دعمًا لمشاريع قوانين تُحمّل المُبلغين الإجباريين المسؤولية في حالات إهمال الأطفال غير المُبلغ عنها، وتجعل القتل التعاقدي جريمة جنائية، وتُلزم مرتكبي العنف المنزلي بتسليم أسلحتهم النارية.
في أعقاب جريمة قتل جورج فلويد في أيّار 2020، أعلنت ألسوبروكس في حزيران أن المقاطعة ستتخلى عن توسيع منشأة تدريب الشرطة، وستخصص بدلًا من ذلك 20 مليون دولار لبناء مركز صحي عام لعلاج الصحة النفسية والإدمان. كما أدانت مقطع فيديو يُظهر ضباط شرطة المقاطعة وهم يطرحون شخصًا أرضًا ويركلونه في محطة وقود في لانغلي بارك ووصفت الفيديو بأنه "مقزز"، ودعت إلى طرد الضباط المعنيين، وطالبت بإصلاح قانون حقوق ضباط إنفاذ القانون في ماريلاند. وفي تموز 2020، أنشأت ألسوبروكس فريق عمل لإصلاح الشرطة بهدف تقديم توصيات بشأن الإصلاحات العامة. وفي شباط 2021، أعلنت أن المقاطعة ستنفذ الإصلاحات التي أوصى بها الفريق، بما في ذلك تحديث سياسة استخدام القوة في الإدارة، وإنشاء مكتب جديد للنزاهة يقوده مفتش عام مستقل. خلال حملتها لمجلس الشيوخ لعام 2024، دعمت ألسوبروكس قانون العدالة في الشرطة لجورج فلويد ودعت إلى إصلاحات في نظام العدالة الجنائية لتعزيز الأمان والعدالة والمساواة للسكان.
في آذار 2022، وبعد أن بلغ معدل الجريمة في مقاطعة برينس جورج أعلى مستوى له خلال 15 عامًا، اقترحت ألسوبروكس زيادة تمويل الشرطة بمقدار 57 مليون دولار، وأنشأت فريق عمل للتدخل في جرائم العنف بين القاصرين ومنعها. وفي أيلول 2022، أعلنت عن حظر تجوال للقاصرين لمدة 30 يومًا، عوقب المخالفون له بغرامات وعقوبات مدنية. وخلال فترة سريانه، انخفضت نسبة الجريمة بنسبة خمسة في المئة، لكنها ارتفعت بشكل عام بنسبة اثنين في المئة خلال جميع ساعات اليوم. وفي تشرين الأول 2022، تم تمديد الحظر حتى نهاية العام. وبعد شجار كبير بين مراهقين في ناشونال هاربور في نيسان 2024، أعلنت ألسوبروكس حالة الطوارئ ووقعت أمرًا تنفيذيًا بإعادة فرض حظر التجوال على القاصرين.
في حزيران 2023، استخدمت ألسوبروكس حق النقض لأول مرة ضد تعديل على ميزانية المقاطعة البالغة 5.4 مليار دولار، زاد من تمويل برنامج "البالغين الناشئين" في المقاطعة، وهو برنامج يهدف إلى تقليل تكرار الجرائم بين الشباب، بمقدار 250 ألف دولار. وصرحت أن قرارها باستخدام حق النقض ضد تمويل البرنامج الشبابي كان "قرارًا متعلقًا بالميزانية فقط"، موضحة أنها كانت بحاجة إلى تحسين الإنفاق دون رفع الضرائب، بينما كانت المقاطعة تواجه عجزًا محتملاً في الميزانية قدره 60 مليون دولار.

### المبادرات التنموية
قالت ألسوبروكس إنها ستتعاون مع هوغان ومالكي فريق واشنطن ريدسكنز للحفاظ على ملعب الفريق في مقاطعة برينس جورج. في عام 2019، التزمت الحياد بشأن اقتراح هوغان بالسيطرة على متنزه أوكسون كوف ومزرعة أوكسون هيل الخاضعين للسلطة الفيدرالية لبناء ملعب جديد لفريق ريدسكنز، قائلة إنه رغم أن الفريق يُعد مؤسسة ذات قيمة، إلا أنها غير مستعدة لسحب التمويل من أولويات أعلى مثل التعليم والسلامة العامة والرعاية الصحية والتنمية الاقتصادية، من أجل إبقاء الفريق في المقاطعة. في عام 2021، اقترحت ألسوبروكس تطوير موقع رياضي وترفيهي يعمل على مدار السنة بالقرب من ملعب فيديكس فيلد كحافز لإبقاء فريق كرة القدم في واشنطن داخل ماريلاند. وخلال الدورة التشريعية لعام 2022، دعمت مشروع قانون يوفر 400 مليون دولار لتطوير هذا الموقع الترفيهي، وقد وقّع هوغان هذا القانون في نيسان 2022.

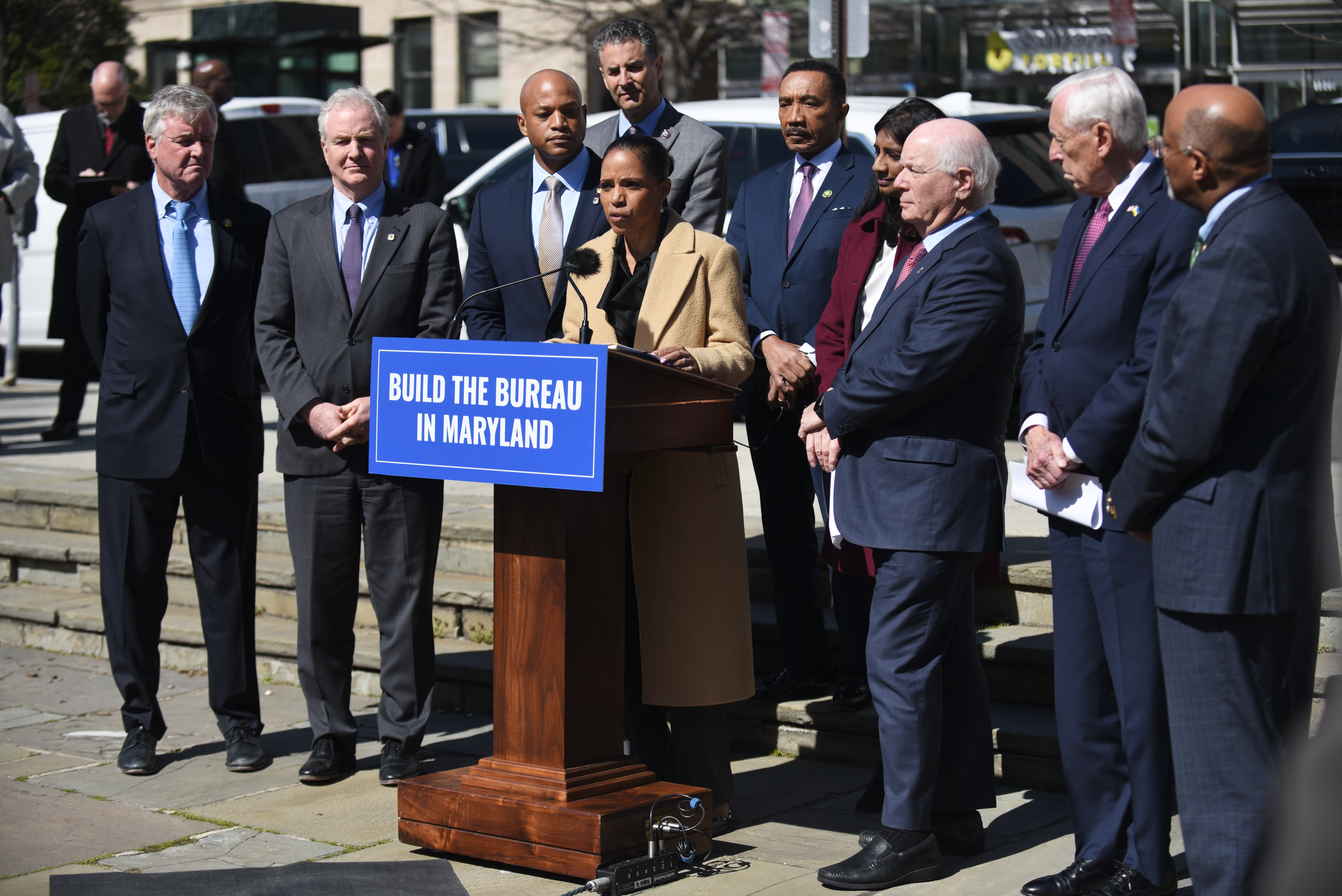
يتحدث ألسبركس في مؤتمر صحفي لدعم بناء المقر الجديد لمكتب التحقيقات الفيدرالي في مقاطعة برينس جورج، 2023.

تدعم ألسوبروكس نقل مقر مكتب التحقيقات الفيدرالي إلى مقاطعة برينس جورج. في تشرين الثاني 2022، انتقدت معايير إدارة الخدمات العامة التي قالت إنها "تميل بوضوح لصالح سبرينغفيلد، فيرجينيا" على حساب مقاطعة برينس جورج. في آذار 2023، انضمت ألسوبروكس إلى أعضاء الكونغرس الديمقراطيين من ولاية ماريلاند والحاكم ويس مور في التوقيع على رسالة موجهة إلى الرئيس جو بايدن يطلبون فيها تدخله في عملية اختيار موقع مقر مكتب التحقيقات الفيدرالي. في تشرين الثاني 2023، أعلنت إدارة الخدمات العامة أن المقر الجديد للمكتب سيكون في غرينبلت، ماريلاند. لكن في آذار 2025، منع الرئيس دونالد ترامب الانتقال إلى ماريلاند، قائلاً إن على الوكالة أن تبقى في واشنطن العاصمة بدلاً من "ماريلاند الليبرالية". في تموز 2025، وبعد أن أعلن ترامب أنه يريد أن يكون مقر مكتب التحقيقات الفيدرالي الجديد في مبنى رونالد ريغان ومركز التجارة الدولية في واشنطن العاصمة، وقّعت ألسوبروكس على رسالة تقول فيها إنها وغيرها من المشرعين في ماريلاند "سيقاتلون ضد هذا الاقتراح بكل الوسائل المتاحة".
في شباط 2023، وقّعت ألسوبروكس قانونًا يحدد سقفًا مؤقتًا لزيادة الإيجارات بنسبة 3 في المئة. وفي نيسان 2023، أعربت عن قلقها من مشروع قانون لتقديم مساعدات إيجارية للمقيمين من ذوي الدخل المحدود، قائلة إنها تفضل الانتظار للحصول على توصيات طويلة الأجل من مجموعة عمل الإسكان. في تشرين الأول 2024، أشادت بإقرار قانون يحدد سقفًا لزيادة الإيجارات بنسبة 6 في المئة سنويًا أو مؤشر أسعار المستهلك زائد ثلاثة في المئة، أيهما أقل.
في حزيران 2023، قالت ألسوبروكس إنها تعارض مشروع قانون يفرض وقفًا لمدة عامين على تطوير المنازل المتلاصقة الجديدة في المناطق التجارية والمناطق المحيطة بمحطات المترو، وادعت أن ذلك "سيثبط استثمارات الشركات". في تشرين الأول 2023، أعربت عن قلقها من اقتراح للحد من عدد تصاريح البناء الجديدة التي تصدرها المقاطعة سنويًا حتى عام 2029.

### القضايا الاقتصادية
في عام 2015، دعمت ألسوبروكس مشروع قانون يُلزم الشركات في مقاطعة برينس جورج بتوفير ما يصل إلى سبعة أيام من الإجازات المرضية المدفوعة سنويًا للموظفين.
في عام 2019، أيدت ألسوبروكس تشريعًا في الجمعية العامة لماريلاند لرفع الحد الأدنى للأجور في الولاية إلى 15 دولارًا في الساعة بحلول عام 2023، قائلة: "لا يمكن لأي جهة قضائية أن تحقق ذلك بمفردها، لأنه ما لم تعتمد كل مدينة وكل مقاطعة الحد الأدنى للأجور البالغ 15 دولارًا، فلن يكون ذلك حلًا قابلًا للتطبيق". خلال حملتها لانتخابات مجلس الشيوخ الأميركي عام 2024، أيدت رفع الحد الأدنى للأجور الفيدرالي إلى 15 دولارًا في الساعة وربط الزيادات المستقبلية بالتضخم، بالإضافة إلى إلغاء الإعفاء المتعلق بالإعاقة من قانون معايير العمل العادلة لعام 1938، والذي يسمح لأصحاب العمل بدفع أجور أقل من الحد الأدنى للعاملين من ذوي الإعاقة.
خلال حملتها لمجلس الشيوخ عام 2024، عارضت ألسوبروكس قانون التخفيضات الضريبية وفرص العمل، وأيدت رفع معدل الضريبة على الشركات، ووصفت ذلك بأنه مسألة عدالة ومساواة لأفراد الطبقة الوسطى الأميركية، بالإضافة إلى توسيع الائتمان الضريبي للأطفال وتحديد سقف لتكاليف رعاية الأطفال للعائلات منخفضة الدخل.
في آذار 2024، دعمت ألسوبروكس سياسات تهدف إلى "تسخير فوائد العملات الرقمية" لدعم المجتمعات المحرومة. وخلال الدورة 119 للكونغرس، شاركت في رعاية قانون جينيوس، الذي ينظم العملات الرقمية المستقرة، لكنها قالت لاحقًا لمجلة "ذا أمريكان بروسبكت" إنها تدعم جهود زملائها الديمقراطيين لمنع تقدم مشروع القانون من اللجنة ما لم تتوفر التزامات إضافية. كانت ألسوبروكس ضمن مجموعة من أعضاء مجلس الشيوخ من الحزبين الذين تفاوضوا على اتفاق بشأن قانون جينيوس لتوسيع حماية المستهلك وفرض قيود على شركات التكنولوجيا التي تصدر عملات مستقرة، وكانت من بين 18 ديمقراطيًا صوتوا لصالح مشروع القانون.
خلال حملتها لمنصب المسؤول التنفيذي للمقاطعة، قالت ألسوبروكس إن إدارتها ستزيد الاستثمار في التعليم ما قبل الروضة، والتعليم المهني والتقني، ومشاريع تحسين البنية التحتية في مدارس المقاطعة، بهدف تحقيق التعليم ما قبل الروضة الشامل لكل طفل.

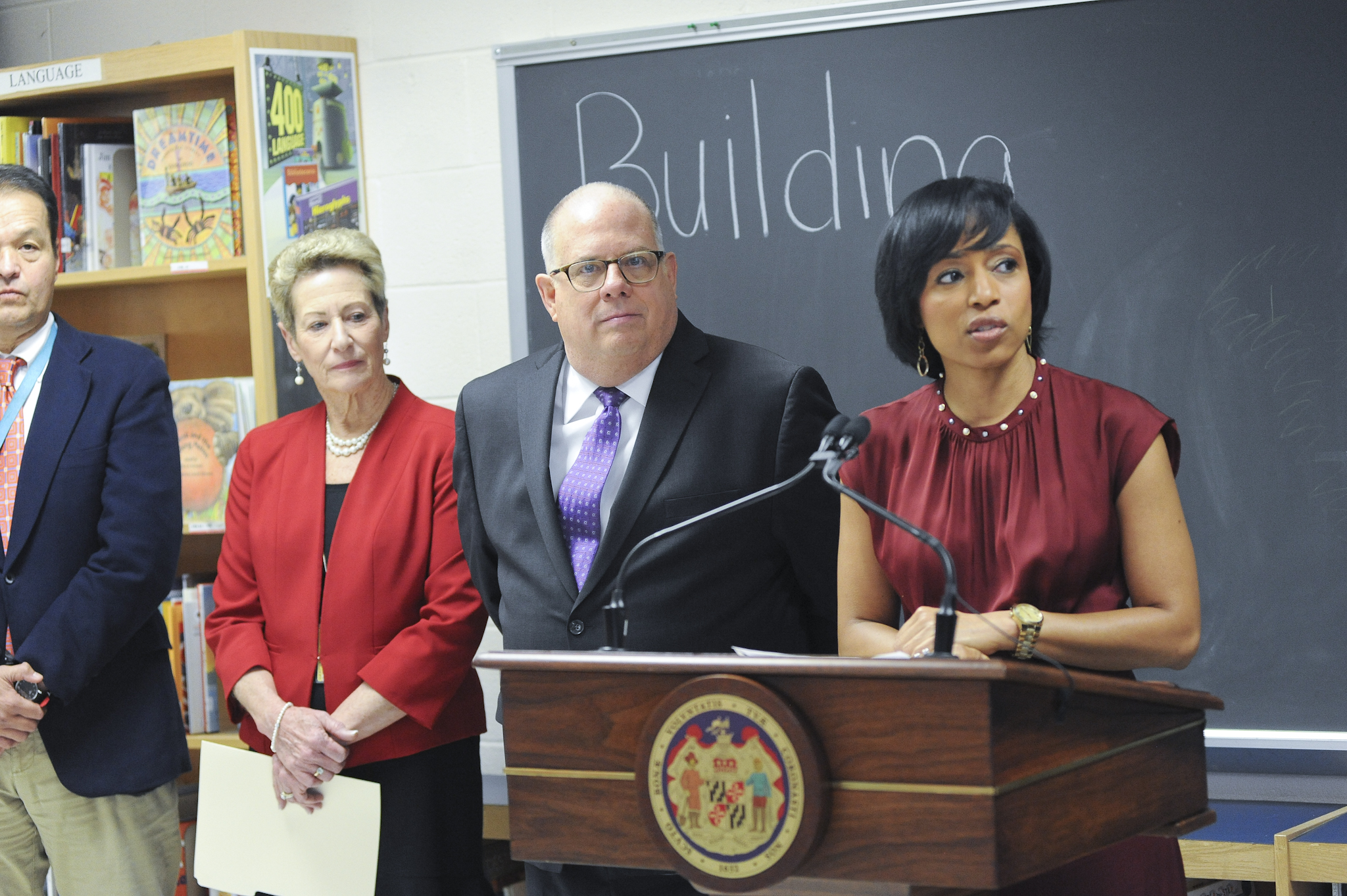
يتحدث ألسبروكس في مؤتمر صحفي للإعلان عن الأموال المخصصة لبناء المدارس، 2018

في عام 2019، أعلنت ألسوبروكس أن مقاطعة برينس جورج ستستخدم شراكات بين القطاعين العام والخاص لبناء وصيانة عدد من مدارس المقاطعة، لتصبح أول جهة قضائية في الولايات المتحدة تقوم بذلك. وبحسب صحيفة بالتيمور صن، فقد تم بناء ست مدارس جديدة باستخدام هذه الشراكات، ويتم حاليًا بناء ثمانٍ أخرى حتى أيلول 2024. وخلال الدورة التشريعية لعام 2019، أيدت اقتراح هوغان بتمويل مشاريع بناء المدارس في الولاية من عائدات ألعاب القمار. في عام 2020، أدلت ألسوبروكس بشهادتها لصالح تشريع يسمح لهيئة ملعب ماريلاند بإصدار سندات بقيمة تصل إلى 2.2 مليار دولار لتمويل مشاريع بناء المدارس. وخلال الدورة التشريعية لعام 2024، أيدت مشروع قانون يمنح مقاطعة برينس جورج مزيدًا من الصلاحيات بشأن عائدات ضرائب الاتصالات والطاقة، قائلة إن المقاطعة بحاجة إلى "مرونة" للتخطيط للمستقبل. حاليًا، تُستخدم الأموال الناتجة عن هذه الضرائب لتمويل نظام المدارس في المقاطعة.
وخلال الدورة التشريعية لعام 2020، قالت ألسوبروكس إنها تدعم خطة "المخطط لمستقبل ماريلاند"، لكنها أعربت عن قلقها بشأن متطلبات التمويل في مشروع إصلاح التعليم، والتي كانت ستجبر مقاطعة برينس جورج على زيادة تمويل التعليم بمقدار 360 مليون دولار بحلول عام 2030، وقالت للمشرعين إنها ستضطر إلى خفض تمويل قسم الشرطة بالمقاطعة لتغطية التكاليف. كما قالت إنها لن ترفع الضرائب لتمويل المخطط. وردًا على ذلك، عدل المشرعون صيغ تمويل مشروع القانون لتخفيف آثاره على المناطق الفقيرة في الولاية، مما خفض كلفته على مقاطعة برينس جورج إلى 183 مليون دولار بحلول عام 2030. في أيلول 2021، كتبت ألسوبروكس إلى هوغان لتعرب عن قلقها من أن أياً من المرشحين لعضوية لجنة إصلاح التعليم في الولاية لا يقيم في مقاطعة برينس جورج. وقد رفضت اللجنة طلبات إعادة فتح باب الترشح، بانتظار توضيح من المدعي العام لولاية ماريلاند. في أيلول 2023، قالت إنها ستدعم منح المقاطعات رقابة أكبر على الإنفاق التعليمي في ظل تنفيذ خطة "المخطط".
في كانون الثاني 2021، عيّنت ألسوبروكس المندوبة السابقة في المجلس التشريعي خوانيتا ميلر رئيسة لمجلس التعليم في مقاطعة برينس جورج. وبعد أن وُجّهت اتهامات أخلاقية إلى معظم أعضاء مجلس التعليم في المقاطعة في آب 2021، طلبت ألسوبروكس من كبار مسؤولي التعليم في الولاية التحقيق الفوري في هذه الادعاءات. وقال مجلس التعليم في ولاية ماريلاند إنه غير قادر على مراجعة الادعاءات الأخلاقية الموجهة إلى أعضاء مجلس التعليم، مشيرًا إلى أن التقرير يظل سريًا "حتى يتم اعتماده من قبل مجلس التعليم المحلي". في حزيران 2022، طلبت ألسوبروكس من ميلر الاستقالة من المجلس بعد أن كشفت هيئة التعليم في الولاية عن تهمتين موجهتين إليها. وانتهت ولاية ميلر في صيف 2024.
في شباط 2022، طلبت ألسوبروكس من الجمعية العامة لماريلاند تمرير تشريع يسمح بإعادة تشكيل مجلس التعليم في مقاطعة برينس جورج ليكون منتخبًا بالكامل، مع تسعة أعضاء منتخبين حسب المنطقة وعضو طالب واحد.
خلال حملتها لانتخابات مجلس الشيوخ الأميركي عام 2024، دعمت ألسوبروكس توسيع برنامج المنح الفيدرالية "بيل" وقالت إنها ستتعاون مع إدارة بايدن لتقديم إعفاءات من قروض الطلاب. كما أعربت عن دعمها لزيادة التمويل للمدارس المشمولة بالباب الأول من القانون الفيدرالي وقانون تعليم الأفراد ذوي الإعاقة.

### الإصلاح الانتخابي والأخلاقي
في كانون الثاني 2020، انتقدت أنجيلا دينيس ألسوبروكس قانونًا على مستوى الولاية يمنع السياسيين في مقاطعة برينس جورج من تلقي تبرعات من المطورين العقاريين الذين لديهم مشاريع قيد الانتظار في المقاطعة، ووصفت القانون بأنه "منحاز عرقيًا". كانت مقاطعة برينس جورج المقاطعة الوحيدة في ماريلاند التي يُحظر فيها التبرع من المطورين، وقد تم إقرار هذا الحظر في عام 2012 بعد أن أقرّ المدير التنفيذي للمقاطعة جاك بي. جونسون بأنه مذنب في قضية تلقي رشاوى بقيمة مليون دولار من مطورين عقاريين. وقد أيدت ألسوبروكس مشروعَي قانون لإلغاء الحظر جزئيًا، وأصبحا قانونًا في وقت لاحق من ذلك العام. خلال حملتها في عام 2018، تعرضت ألسوبروكس لانتقادات بسبب تلقيها تبرعات من مطورين عقاريين، واتُهمت، دون وجود دليل، بتقديم "خدمات" لممولي حملتها. ووصفت ألسوبروكس هذه الاتهامات بأنها "كذبة شريرة"، مشيرة إلى أن 70٪ من تبرعات حملتها جاءت من متبرعين صغار. وقد أظهر تحليل لسجلات تمويل الحملات أجرته مؤسسة "بيزنو ميديا" أنها تلقت أكثر من 50 ألف دولار من 18 مطورًا عقاريًا على الأقل. وخلال حملتها لانتخابات مجلس الشيوخ الأميركي في عام 2024، تلقت ألسوبروكس دعمًا ماليًا كبيرًا من شركات العقارات والتطوير في مقاطعة برينس جورج وواشنطن العاصمة.
في تموز 2020، وفي ظل جائحة كوفيد–19، أرسلت ألسوبروكس رسالة إلى الحاكم لاري هوغان تطلب منه توفير عدة خيارات للتصويت في الانتخابات العامة لعام 2020، بما في ذلك التصويت عبر البريد وتوسيع أماكن التصويت الحضوري. وفي اليوم التالي، أمر هوغان مجلس الانتخابات في ولاية ماريلاند بإجراء انتخابات حضورية كاملة للانتخابات العامة، وإرسال طلبات بطاقات الاقتراع الغيابي لجميع الناخبين المسجلين. وردًا على ذلك، طلبت ألسوبروكس من مجلس الانتخابات في الولاية دمج 229 مركز اقتراع في المقاطعة وتحويلها إلى 15 مركز تصويت، وهو ما انتقده هوغان باعتباره انتهاكًا لقانون حقوق التصويت لعام 1965. وردّت ألسوبروكس على هذا الانتقاد باتهامه بالسخرية من سكان المقاطعة بسبب قلقهم من انتشار فيروس كوفيد–19.
خلال انتخابات عام 2024، أعربت ألسوبروكس عن دعمها لمنح حق التصويت للمهاجرين غير النظاميين ولمن تبلغ أعمارهم 16 عامًا. كما أيدت توسيع عدد أعضاء المحكمة العليا للولايات المتحدة إلى ثلاثة عشر عضوًا وفرض حدود زمنية لفترات خدمتهم. وتدعم ألسوبروكس إلغاء آلية التعطيل البرلماني لتمرير قانون حرية التصويت وقانون حماية صحة المرأة.

### البيئة
بصفتها المدير التنفيذي للمقاطعة، أنشأت ألسوبروكس برنامج تسميد للمنازل، وأنفقت أكثر من مليار دولار على برامج إدارة مياه الأمطار. كما وقّعت أمرًا تنفيذيًا يحدد هدفًا للمقاطعة يتمثل في خفض انبعاثات الغازات الدفيئة إلى النصف بحلول عام 2030 مقارنةً بعام 2005، وتحقيق صافي انبعاثات صفرية بحلول عام 2045. وخلال حملتها لانتخابات مجلس الشيوخ الأميركي عام 2024، أشادت بقانون خفض التضخم، متعهدة بتوسيع برامجه إذا انتُخبت، كما أيدت مبادرات لجعل السيارات الكهربائية أكثر توفيرًا، وزيادة التمويل الاتحادي لبرامج الحد من تلوث خليج تشيسابيك، وفرض ضريبة كربون على أكبر الملوثين لدفع تكاليف برامج التخفيف من آثار التغير المناخي.

### السياسة الخارجية
عدّت ألسوبروكس حماية الديمقراطية القضية الأهم في السياسة الخارجية التي تواجه الولايات المتحدة. وهي تدعم توسيع حلف شمال الأطلسي. وتعارض إرسال قوات أميركية للقتال في الحرب الروسية–الأوكرانية أو في غزو صيني محتمل لتايوان.
عارضت ألسوبروكس الرسوم الجمركية التي فرضتها الإدارة الثانية لدونالد ترمب على كندا والمكسيك، وقالت إن حالة عدم اليقين الناتجة عنها تهدد بقلب الاقتصاد الأميركي رأسًا على عقب وتؤدي إلى ارتفاع أسعار المستهلكين. وفي آذار 2025، قدّمت أول مشروع قانون لها، وهو قانون شفافية التعرفة الجمركية، والذي سيُلزم لجنة التجارة الدولية الأميركية بدراسة آثار هذه الرسوم على المستهلكين والشركات.

#### الصين
في عام 2025، قدمت ألسوبروكس مشروع قانون يمنع خصوم الولايات المتحدة الأجانب من شراء الأراضي الزراعية والغابية في البلاد، بهدف منع عمليات التجسس على الولايات المتحدة وإعاقة سلاسل الإمداد الغذائي.

#### إيران
خلال حملتها لانتخابات مجلس الشيوخ في عام 2024، أيدت ألسوبروكس تعزيز العلاقات بين الولايات المتحدة وكل من المملكة العربية السعودية والأردن والإمارات العربية المتحدة لمواجهة إيران. كما دعمت الاتفاق النووي الإيراني وجهود الدبلوماسية الأخرى لمنع إيران من حيازة أسلحة نووية، بحسب ما نقلته الجمعية اليهودية الأميركية. وفي حزيران 2025، وبعد الضربات الأميركية على مواقع نووية إيرانية، انتقدت ألسوبروكس تلك الضربات، ووصفتها بأنها اغتصاب غير دستوري لصلاحيات الكونغرس، وحذرت من أنها تعرض الجنود والمدنيين الأميركيين للخطر. كما أعربت عن رفضها لاحتمال اندلاع حرب جديدة في الشرق الأوسط، ودعت الرئيس ترمب إلى التفاوض على حل دبلوماسي لإنهاء الحرب بين إيران و"إسرائيل". وقد صوتت ألسوبروكس لصالح قرار صلاحيات الحرب مع إيران، والذي كان سيلزم بالحصول على موافقة الكونغرس قبل أي ضربة عسكرية جديدة ضد إيران.

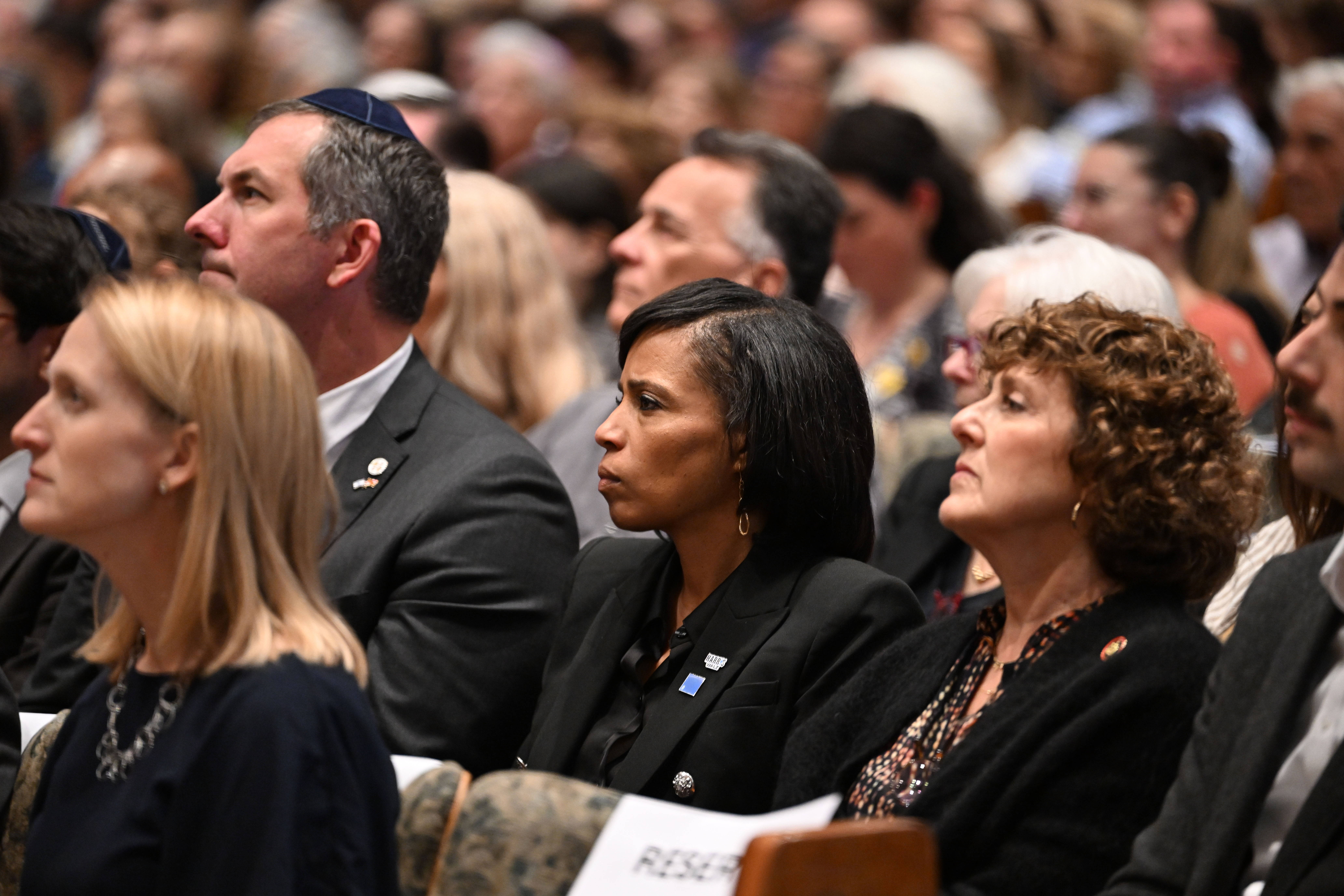
يحضر ألسبروكس الخدمات في كنيسة بيت إيل في ذكرى الهجوم الذي قادته حماس على إسرائيل في 7 أكتوبر 2024

تدعم ألسوبروكس "حق إسرائيل في الدفاع عن نفسها"، ووصفت نفسها بأنها حليفة للحفاظ على العلاقات بين إسرائيل والولايات المتحدة، بما في ذلك دعمها لتقديم التمويل والمساعدات العسكرية للبلاد. كما تدعم حل الدولتين لإنهاء الصراع الإسرائيلي–الفلسطيني. وفي عام 2019، سافرت ألسوبروكس إلى إسرائيل برفقة مسؤولين محليين منتخبين ضمن رحلة نظمتها مؤسسة التعليم الإسرائيلي الأميركي، التقت خلالها مع مسؤولين عسكريين وأعضاء في الكنيست، وزارت مرتفعات الجولان. ووفقًا للجمعية اليهودية الأميركية، فهي تعارض حركة المقاطعة وسحب الاستثمارات وفرض العقوبات، وتدعم قانون التوعية بمعاداة السامية.
في تشرين الأول 2023، أعربت ألسوبروكس عن دعمها لإسرائيل في حرب غزة، وأدانت جرائم الكراهية بحق اليهود والمسلمين. وفي وقت لاحق، عبّرت عن تأييدها لوقف إطلاق النار في الحرب بالتزامن مع إطلاق سراح الرهائن المحتجزين لدى حركة حماس، وذكرت أن على الولايات المتحدة وقف تزويد "إسرائيل" بأسلحتها الهجومية في حال نفذت اجتياحًا لمدينة رفح. وفي نيسان 2024، نأت ألسوبروكس بنفسها عن دعوات السيناتور كريس فان هولن لتعليق نقل الأسلحة الأميركية إلى إسرائيل في خضم الحرب، وانتقدت معارضي إسرائيل داخل الحزب الديمقراطي، ووصفتهم بأنهم "أكثر اهتمامًا بالكلام عن المشاكل من العمل على حلها".

#### أوكرانيا
تدعم أنجيلا دينيس ألسوبروكس أوكرانيا في الغزو الروسي لأوكرانيا، وقالت خلال حملتها الانتخابية لمجلس الشيوخ الأمريكي عام 2024 إنها ستدعم تشريعات لتقديم المساعدات الخارجية لأوكرانيا إذا تم انتخابها لمجلس الشيوخ الأمريكي، وأبدت اهتمامًا بالسماح لأوكرانيا بالانضمام إلى منظمة حلف شمال الأطلسي. كما وصفت الرئيس الروسي فلاديمير بوتين بأنه ديكتاتور وطاغية، وأعربت عن استيائها من محاولات الجمهوريين عرقلة مشاريع القوانين التي تقدم مساعدات عسكرية لأوكرانيا. في شباط 2025، انتقدت ألسوبروكس الرئيس دونالد ترمب لتحميله أوكرانيا مسؤولية الغزو الروسي ووصفه الرئيس الأوكراني فولوديمير زيلينسكي بأنه ديكتاتور، ووصفت ذلك بأنه "تصريح أحمق يوضح أن هذا الرئيس يهتم بمساعدة بوتين أكثر من الوقوف مع حلفائنا".

### التحكم في الأسلحة

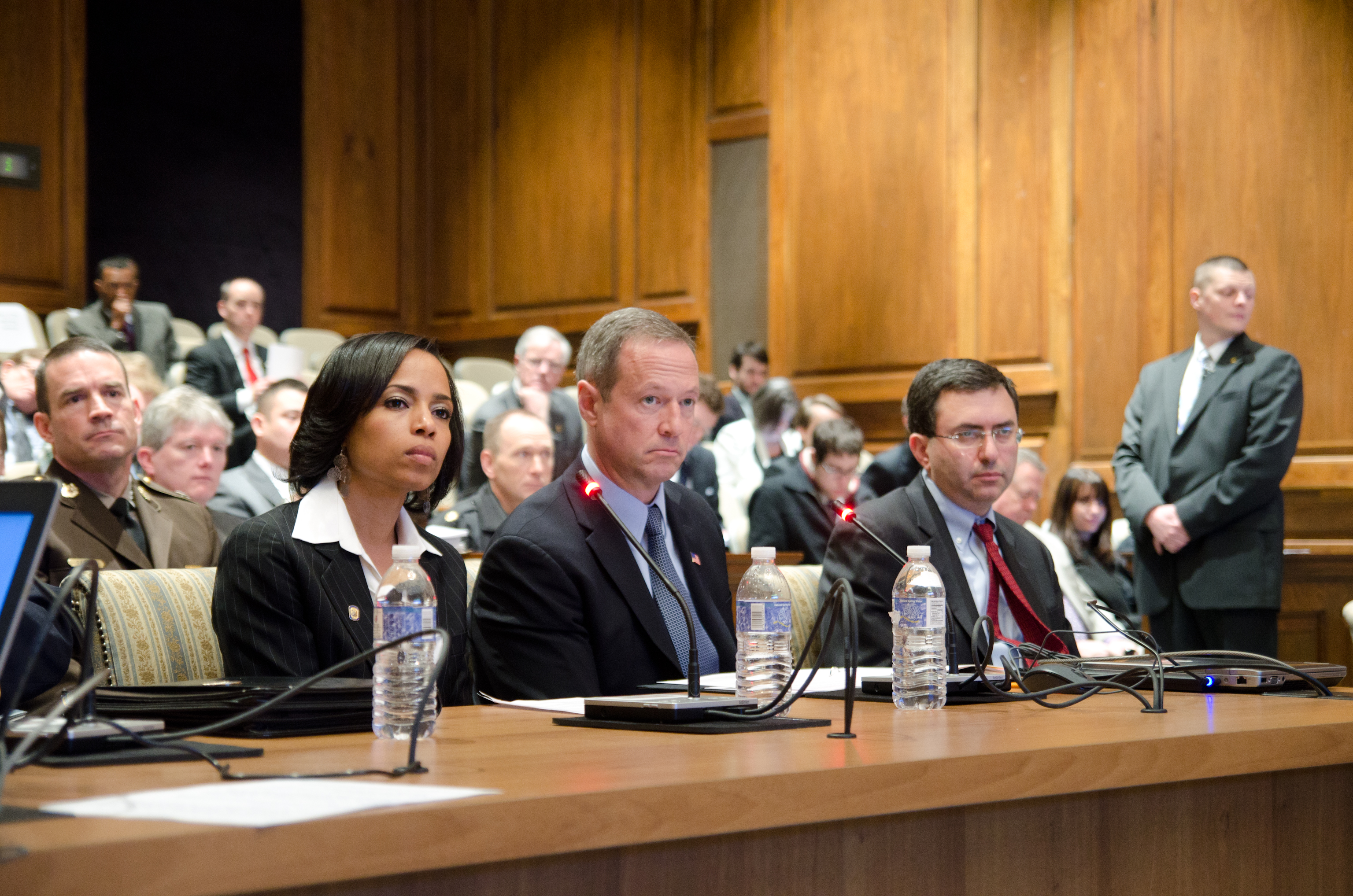
يشهد ألسبروكس لصالح قانون سلامة الأسلحة النارية مع الحاكم مارتن أومالي ، 2013

قدمت ألسوبروكس شهادة تأييد لقانون سلامة الأسلحة النارية لعام 2013، وهو مشروع قانون يقيد شراء الأسلحة وسعة المخازن في البنادق شبه الآلية. خلال حملتها الانتخابية لمجلس الشيوخ عام 2024، ألقت ألسوبروكس باللوم في تزايد العنف المسلح على نقص موارد الصحة النفسية وتشريعات الأسلحة، وأيدت منح المدن إمكانية الوصول إلى البيانات الفيدرالية لتعزيز قدرة وكالات إنفاذ القانون على تتبع الأسلحة. كما تدعم قوانين "العَلَم الأحمر" والتشريعات الفيدرالية لتنفيذ الفحص الشامل لخلفيات مشتري الأسلحة، ومكافحة تهريب الأسلحة، وحظر الأسلحة الهجومية والأسلحة المصنعة يدويًا.

### الرعاية الصحية
خلال حملتها الانتخابية لمجلس الشيوخ عام 2024، أيدت ألسوبروكس وضع سقف لسعر الأنسولين عند 35 دولارًا، وحماية الضمان الاجتماعي، وتوسيع قانون الرعاية الميسّرة وبرنامج ميديكيد لضمان التغطية الصحية الشاملة. كما دعمت السماح لبرنامج ميديكير بالتفاوض على أسعار الأدوية، وتوفير خيار تأمين صحي عام من خلال ميديكير. أيدت ألسوبروكس رفع الحد الأعلى لضرائب الضمان الاجتماعي، وعارضت المقترحات التي تهدف إلى رفع سن الأهلية للحصول على الضمان الاجتماعي. في أيار 2024، وقّعت ألسوبروكس على تعهّد "الرعاية الصحية للجميع في ماريلاند" لدعم تشريعات تمدد مزايا الرعاية الصحية المقدمة من قانون خفض التضخم لما بعد عام 2025.
في عام 2025، قادت ألسوبروكس المعارضة لتعيين روبرت كينيدي الابن وزيرًا للصحة والخدمات الإنسانية في الولايات المتحدة. خلال جلسة تثبيته أمام لجنة مجلس الشيوخ للصحة والتعليم والعمل والمعاشات، انتقدت دعمه المناهض للقاحات وترويجه لنظريات المؤامرة في مجال الصحة العامة، وسألته: "ما هو جدول اللقاحات المختلف الذي تعتقد أنه كان ينبغي أن أتلقاه؟" وذلك بعد أن أدلى بادعاءات كاذبة تشير إلى أن على الأمريكيين السود تلقي اللقاحات وفق جدول مختلف عن باقي السكان. صوتت ألسوبروكس ضد تثبيته، ولاحقًا قادت احتجاجات بعنوان "سئمنا" ضد توليه المنصب، وقدمت قرارًا يدعو إلى استقالته. وفي جلسات لاحقة للجنة، اشتبكت معه بسبب فصل علماء الصحة الفيدراليين والعاملين في القطاع، وتقليص التمويل لعدة أقسام داخل الوزارة، وتصريحاته المعارضة لبرامج التنوع والإنصاف والشمول.
في تموز 2025، صوتت ألسوبروكس ضد مشروع قانون "فاتورة واحدة جميلة وضخمة"، منتقدة بنودًا فيه تهدف إلى تقليص ميديكيد وبرنامج المساعدة الغذائية التكميلية عبر فرض شروط أهلية أكثر صرامة، وقالت إن هذه التخفيضات تموّل "إعفاءات ضريبية للمتبرعين المليارديرات".

### الهجرة
في تشرين الأول 2012، تحدثت ألسوبروكس دعمًا لمسألة رقم 4، وهي استفتاء شعبي يهدف إلى المصادقة على قانون الحلم في ماريلاند، وهو مشروع قانون يمنح المهاجرين غير الموثقين إمكانية الحصول على رسوم التعليم داخل الولاية.
في شباط 2014، أيدت ألسوبروكس مشروع قانون للحد من برنامج "المجتمعات الآمنة" من خلال مطالبة السجون في ماريلاند بتجاهل طلبات وكالة الهجرة والجمارك الأمريكية باحتجاز المهاجرين غير الشرعيين لمدة تصل إلى 48 ساعة. في حزيران 2019، أصدرت ألسوبروكس ومسؤولون ديمقراطيون آخرون في المقاطعات بيانًا مشتركًا يدين حملات الترحيل المخطط لها على مستوى البلاد. في تشرين الثاني 2019، وقعت ألسوبروكس على قانون يخص الشمول المجتمعي، وهو قانون يمنع الوكالات المحلية من التعاون مع سلطات الهجرة. في حزيران 2019، وقعت ألسوبروكس قانونًا يمنع أقسام الشرطة في المقاطعة من التعاون مع وكالة الهجرة والجمارك في قضايا الترحيل غير الجنائي.
خلال انتخابات عام 2024، قالت ألسوبروكس إنها ستدعم إصلاحًا شاملًا للهجرة، بما في ذلك مقترحات لإنشاء مسار للحصول على الجنسية للمهاجرين غير الموثقين، ودعم الإجراء المؤجل للقادمين في مرحلة الطفولة ومستفيدي قانون الحلم. كما أيدت مشروع قانون أمن الحدود الثنائي الذي تفاوض عليه السيناتور جيمس لانكفورد وكيرستن سينيما، وألقت باللوم على الرئيس السابق دونالد ترمب في فشل تمريره.

### السياسة الوطنية
عارضت ألسوبروكس إغلاق الحكومة الفيدرالية خلال عامي 2018 و2019، واصفة إياه بأنه "شرير"، وأشارت إلى الرئيس دونالد ترمب بأنه "عديم الرحمة". في كانون الثاني 2019، أعلنت عن حزمة إغاثة للعمال الفيدراليين المتضررين من الإغلاق، شملت تمويلًا للمساعدات الغذائية والإيجارات، والمساعدات المالية للطلاب، والخدمات العامة.
بعد الهجوم على مبنى الكونغرس الأمريكي في السادس من كانون الثاني، أدانت ألسوبروكس دور ترمب ونواب آخرين في التحريض على الهجوم. في تشرين الأول 2024، ألقت باللوم على ترمب في "الكثير من" معاداة السامية في الولايات المتحدة بعد هجوم السابع من تشرين الأول الذي قادته حركة حماس على إسرائيل، مشيرة إلى تعليقاته بعد مسيرة "اتحدوا من أجل اليمين". بعد صدور حكم الإدانة من هيئة المحلفين في قضية أموال الصمت ضد ترمب، أعربت ألسوبروكس عن دعمها للنظام القضائي الأمريكي.
في شباط 2025، عارضت ألسوبروكس برنامج الاستقالة المؤجلة الفيدرالي وجهود إدارة ترمب لفصل وإعادة تصنيف آلاف الموظفين الفيدراليين في وكالات مختلفة، مشيرة إلى أن عمليات التسريح ستؤثر على ماريلاند، التي تضم نحو 160,000 موظف فيدرالي. صوتت ألسوبروكس لصالح أربعة من مرشحي ترمب لمناصب وزارية (جون راتكليف، وشون دافي، ودوغ بورغوم، وماركو روبيو)، لكنها تعهدت لاحقًا بالتصويت ضد جميع المرشحين المتبقين لمناصب على مستوى الوزراء بسبب تأثير "حملة المطاردة التي شنتها هذه الإدارة ضد هؤلاء الموظفين المدنيين" على ولاية ماريلاند.
تدعم ألسوبروكس منح ولاية للعاصمة واشنطن.

### القضايا الاجتماعية
أيّدَت ألسوبروكس قانون حماية الزواج المدني، الذي شرّع زواج المثليين في ماريلاند في عام 2012، وأيّدت السؤال السادس. خلال فترة ولايتها كمديرة تنفيذية للمقاطعة، أصدرت ألسوبروكس عدة إعلانات للاعتراف بشهر الفخر، ووسّعت خدمات الصحة للمصابين بفيروس نقص المناعة البشرية/الإيدز، وعيّنت أول منسق حكومي للمقاطعة مع مجتمع الميم في حزيران 2023. وفي وقت لاحق من ذلك الشهر، أصبحت أول مديرة تنفيذية لمقاطعة ترفع علم فخر التقدّم فوق مباني الحكومة المحلية. خلال حملتها لانتخابات مجلس الشيوخ الأميركي لعام 2024، دعمت ألسوبروكس قانون المساواة، وانتقدت القوانين المناهضة للأشخاص المتحولين جنسياً التي أُقرت في الولايات التي يحكمها الجمهوريون، بالإضافة إلى الجهود الوطنية "لتقويض المساواة وتعزيز التمييز" ضد أفراد مجتمع الميم.
تعارض ألسبروكس القيود المفروضة على عمليات الإجهاض، واصفة قرار الإجهاض بأنه "قرار عائلي للمرأة والأسرة وطبيبها".  في يونيو 2022، انتقدت قرار المحكمة العليا الأمريكية في قضية دوبس ضد منظمة جاكسون لصحة المرأة ، وقارنته بالحكم السابق للمحكمة في قضية جمعية البندقية والمسدس بولاية نيويورك ضد بروين .  خلال حملتها لمجلس الشيوخ الأمريكي عام 2024، وعدت ألسبروكس بالمشاركة فورًا في رعاية قانون حماية صحة المرأة ، والذي من شأنه أن يلغي قرار دوبس ، وقالت إنها لن تدعم أي مرشح قضائي يعارض حقوق الإجهاض،  ودعمت استفتاء عام 2024 لتدوين الحق في الرعاية الإنجابية في دستور ماريلاند .  كما انتقدت حكم المحكمة العليا في ألاباما في قضية لوباج ضد مركز الطب التناسلي ، والذي قضى بأن الأجنة المجمدة لها نفس حقوق الأطفال. 
في شباط 2019، وبعد أن أُفيد بأن النائبة في المجلس التشريعي للولاية ماري آن ليسانتي وصفت أحد أحياء مقاطعة برينس جورج بـ "حي الزنوج" أثناء حديث مع مشرّع آخر، وصفت ألسوبروكس تعليقاتها بأنها "مقلقة ومسيئة" ودعتها لزيارة المقاطعة. ثم طالبت ليسانتي بالاستقالة من مجلس نواب ولاية ماريلاند.
في نيسان 2023، وافقت ألسوبروكس على مقترحات لإنشاء برنامج تجريبي للدخل الأساسي الشامل بقيمة 2 مليون دولار في مقاطعة برينس جورج، لكنها أعربت عن قلقها بشأن تمويله بسبب قيود الميزانية الصارمة. وقد أُقرّ البرنامج التجريبي بقيمة 4 ملايين دولار، والذي جرى تمويله من خلال شراكة بين القطاعين العام والخاص، ويوفر مدفوعات شهرية بقيمة 800 دولار لـ125 من كبار السن على مدى عامين، بالإجماع من قبل مجلس المقاطعة وانطلق في تشرين الثاني.
في نيسان 2024، أعربت ألسوبروكس عن قلقها بشأن المقترحات التي تهدف إلى حظر تطبيق تيك توك في الولايات المتحدة.
في تشرين الأول 2024، قالت حملة ألسوبروكس لصحيفة بالتيمور بانر إنها تدعم لجنة دراسة وتطوير مقترحات تعويض للأميركيين من أصول أفريقية، وهو قانون يهدف إلى دراسة مقترحات منح تعويضات للأميركيين من أصول أفريقية عن العبودية في الولايات المتحدة.

### النقل
عارضت ألسوبروكس مقترحاً لبناء قطار ماغليف يربط بين واشنطن العاصمة ومدينة بالتيمور، ووصفت المقترح بأنه "إهانة صريحة لمقاطعة برينس جورج" و"مشروع غير محترم". في أيّار 2021، أرسلت رسالة إلى القائم بأعمال مدير إدارة السكك الحديدية الفيدرالية أميت بوز وإلى وزير النقل في ماريلاند غريغ سلاتر لتعرب عن معارضتها لمشروع قطار ماغليف بين واشنطن وبالتيمور، مشيرة إلى أن أعمال البناء ستقوم "بتمزيق مناطق بيئية حساسة"، وأن القطار الذي يسير بسرعة 311 ميلاً في الساعة سيتسبب باهتزازات ويؤثر سلباً على قيمة العقارات. في أواخر عام 2021، أطلقت ألسوبروكس برامج للحفاظ على التنمية متعددة الاستخدامات وبنائها حول مشروعي الخط الأزرق والخط البنفسجي. في تموز 2023، قالت ألسوبروكس إنها تؤيد إعادة إطلاق مشروع الخط الأحمر في بالتيمور.
في شباط 2019، قدّمت ألسوبروكس مشروع قانون لتعزيز الشفافية بشأن صيانة الطرقات الحكومية، من خلال نشر جداول أعمال الدولة الخاصة بصيانة الجزر الوسطية وتنظيف النفايات.
عقب انهيار جسر فرانسيس سكوت كي في آذار 2024، دعمت ألسوبروكس الاستجابة الفيدرالية وحكومية الولاية للكوارث، بالإضافة إلى تعهّد الرئيس بايدن بتغطية 90 بالمئة من تكاليف استبدال الجسر. خلال حملتها لانتخابات مجلس الشيوخ الأميركي لعام 2024، انتقدت ألسوبروكس إلغاء هوغان لمشروع الخط الأحمر في بالتيمور، ووعدت بدعم مشاريع النقل في المدينة، واصفةً إياها بأنها "أساس الفرص الاقتصادية".

## الحياة الشخصية

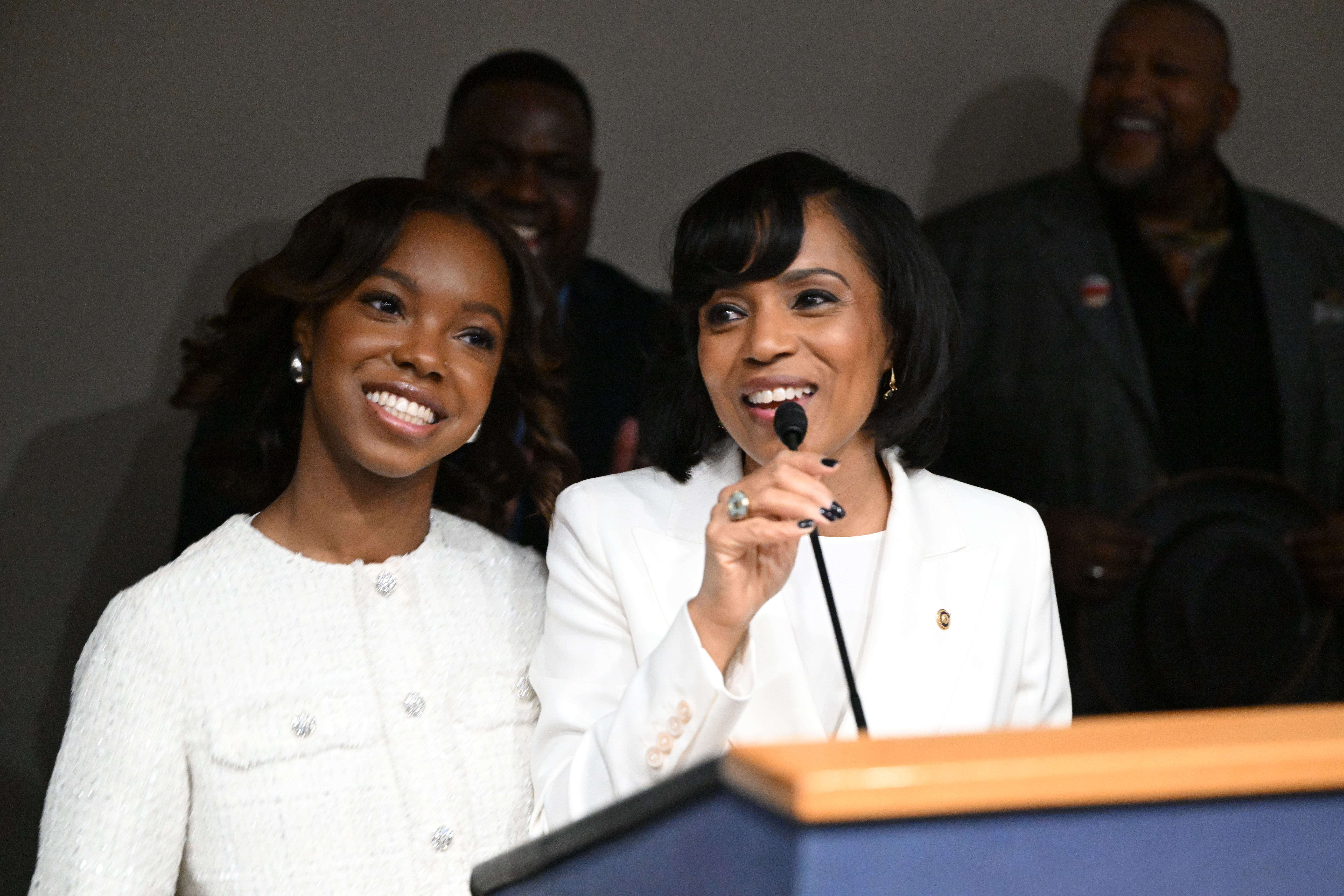
ألسبروكس وابنتها في حفل استقبال مجلس الشيوخ، 2025

لدى ألسبروكس ابنة تدعى أليكس،  ولدت في عام 2005، قامت بتربيتها كأم عزباء .    تمتلك منزلين في مقاطعة برينس جورج، بما في ذلك منزل في أبر مارلبورو ، ومن عام 2005 إلى عام 2018 امتلكت منزلًا في شمال شرق واشنطن العاصمة.  ابنة عمها الثانية هي ليزلي جراي ستريتر، كاتبة عمود في صحيفة بالتيمور بانر . 
ألسبركس هي من أتباع الكنيسة المعمدانية الأولى في جليناردين .  وهي أيضًا عضو في جمعية دلتا سيجما ثيتا النسائية وتنشط في تعزيز الوعي بسرطان الثدي.  وهي من مشجعي واشنطن كوماندرز. 
عندما كانت في الثامنة من عمرها، تم تشخيص إصابة ألسبروكس باضطراب نقص الانتباه وفرط النشاط (ADHD)، مما دفعها إلى حضور برامج المسرح للشباب في جامعة هوارد .   كما تعاني ابنتها من اضطراب نقص الانتباه وفرط النشاط. 
في سبتمبر 2024، أفادت شبكة CNN أن ألسبروكس استفادت بشكل غير لائق من الإعفاءات الضريبية التي لم تكن مؤهلة لها، بما في ذلك الإعفاء المخصص لكبار السن من ذوي الدخل المنخفض، مما سمح لها بتوفير ما يقرب من 14000 دولار من الضرائب على عقار كانت تملكه في شمال شرق واشنطن العاصمة بين عامي 2005 و2017. كما وفرت أيضًا ما لا يقل عن 2600 دولار من الضرائب على منزل تملكه في مقاطعة برينس جورج بعد التقدم بطلب للحصول على إعفاء من ضريبة المسكن في عام 2008. وبدأت لاحقًا في تأجير العقار مع استمرارها في الحصول على إعفاء المسكن، منتهكة بذلك متطلبات الإعفاء الضريبي على مستوى الولاية والمستوى المحلي.  قرر مسؤولو الضرائب في العاصمة لاحقًا أن ألسبروكس مدينة للمنطقة بمبلغ 47580 دولارًا في ضرائب العقارات.  أخبرت حملة ألسبروكس في مجلس الشيوخ شبكة CNN أنها دفعت رهن منزل جدتها في شمال شرق واشنطن حتى بيعه في عام 2018 ولم تكن على علم بأي ائتمانات ضريبية مرتبطة بالعقار،  وأخبرت صحيفة واشنطن بوست لاحقًا أنها ستسدد أي ضرائب كان ينبغي تطبيقها على العقارات.  حصلت صحيفة نيويورك تايمز لاحقًا على وثائق الرهن العقاري التي تُظهر أن ألسبروكس تشهد بأنها ستعيش في عقار العاصمة لمدة عام على الأقل - لم تفعل ذلك أبدًا، بل استخدمته بدلاً من ذلك كعقار للإيجار، مما جعلها غير مؤهلة للإعفاء من ضريبة المسكن التي حصلت عليها.  اعتبارًا من ديسمبر 2024، دفعت ألسبروكس الضرائب المستحقة عليها لمقاطعة كولومبيا. 

## التاريخ الانتخابي
انتخابات المدعي العام لمقاطعة برينس جورج لعام 2010
الانتخابات التمهيدية:
| الحزب      | المرشح            | عدد الأصوات | النسبة  |
| ---------- | ----------------- | ----------- | ------- |
| الديمقراطي | أنجيلا آلسوبروكس  | 38,217      | 42.18٪  |
| الديمقراطي | توماس إي. ديرنوغا | 19,186      | 21.18٪  |
| الديمقراطي | بيغي ماجي         | 16,357      | 18.05٪  |
| الديمقراطي | جوزيف إل. رايت    | 8,422       | 9.30٪   |
| الديمقراطي | مارك سبنسر        | 8,419       | 9.29٪   |
| الإجمالي   |                   | 90,601      | 100.00٪ |

الانتخابات العامة:
| الحزب       | المرشح           | عدد الأصوات | النسبة  |
| ----------- | ---------------- | ----------- | ------- |
| الديمقراطي  | أنجيلا آلسوبروكس | 204,325     | 99.52٪  |
| تصويت كتابي |                  | 983         | 0.48٪   |
| الإجمالي    |                  | 205,308     | 100.00٪ |

قالب:Election box open primary begin no change
|-
|
| خطأ: لا توجد وحدة بهذا الاسم "Political party".
| Angela Alsobrooks (incumbent) 
| 76٬748 
| 100.00 
|-

|-
! Total votes
| 76٬748 
| 100.00 
|-
قالب:Election box open primary general election no change
|-
|
| خطأ: لا توجد وحدة بهذا الاسم "Political party".
| Angela Alsobrooks (incumbent) 
| 196٬757 
| 99.58 
|-

قالب:Election box write-in with party link no change
|-
! Total votes
| 197٬584 
| 100.00 
|-
قالب:Election box hold with party link no swing
|}انتخابات المدعي العام لمقاطعة برينس جورج لعام 2014
الانتخابات التمهيدية:
| الحزب      | المرشح                             | عدد الأصوات | النسبة  |
| ---------- | ---------------------------------- | ----------- | ------- |
| الديمقراطي | أنجيلا آلسوبروكس (المُتولّية للمنصب) | 76,748      | 100.00٪ |
| الإجمالي   |                                    | 76,748      | 100.00٪ |

الانتخابات العامة:
| الحزب       | المرشح                             | عدد الأصوات | النسبة  |
| ----------- | ---------------------------------- | ----------- | ------- |
| الديمقراطي  | أنجيلا آلسوبروكس (المُتولّية للمنصب) | 196,757     | 99.58٪  |
| تصويت كتابي |                                    | 827         | 0.42٪   |
| الإجمالي    |                                    | 197,584     | 100.00٪ |

قالب:Election box open primary begin no change
|-
|
| خطأ: لا توجد وحدة بهذا الاسم "Political party".
| Angela Alsobrooks 
| 80٬784 
| 61.79 
|-

|-
|
| [[{{{حزب سياسي}}}|{{{حزب سياسي}}}]]
| Donna F. Edwards
| 31٬781
| 24.31
|-

|-
|
| [[{{{حزب سياسي}}}|{{{حزب سياسي}}}]]
| C. Anthony Muse
| 13٬127
| 10.04
|-

|-
|
| [[{{{حزب سياسي}}}|{{{حزب سياسي}}}]]
| Paul Monteiro
| 2٬748
| 2.10
|-

|-
|
| [[{{{حزب سياسي}}}|{{{حزب سياسي}}}]]
| Michael E. Kennedy
| 728
| 0.56
|-

|-
|
| [[{{{حزب سياسي}}}|{{{حزب سياسي}}}]]
| Tommie Thompson
| 510
| 0.39
|-

|-
|
| [[{{{حزب سياسي}}}|{{{حزب سياسي}}}]]
| Lewis S. Johnson
| 416
| 0.32
|-

|-
|
| [[{{{حزب سياسي}}}|{{{حزب سياسي}}}]]
| Billy Bridges
| 340
| 0.26
|-

|-
|
| [[{{{حزب سياسي}}}|{{{حزب سياسي}}}]]
| Samuel Bogley
| 308
| 0.24
|-

|-
! Total votes
| 130٬742 
| 100.00 
|-
قالب:Election box open primary general election no change
|-
|
| خطأ: لا توجد وحدة بهذا الاسم "Political party".
| Angela Alsobrooks 
| 294٬372 
| 98.94 
|-

قالب:Election box write-in with party link no change
|-
! Total votes
| 297٬531 
| 100.00 
|-
قالب:Election box hold with party link no swing
|}نتائج انتخابات المدعي العام لمقاطعة برينس جورج لعام 2014:
الانتخابات التمهيدية
| الحزب          | المرشح                             | الأصوات | النسبة  |
| -------------- | ---------------------------------- | ------- | ------- |
| الديمقراطي     | أنجيلا آلسوبروكس (المتولية للمنصب) | 76,748  | 100.00٪ |
| إجمالي الأصوات |                                    | 76,748  | 100.00٪ |

الانتخابات العامة
| الحزب          | المرشح                             | الأصوات | النسبة  |
| -------------- | ---------------------------------- | ------- | ------- |
| الديمقراطي     | أنجيلا آلسوبروكس (المتولية للمنصب) | 196,757 | 99.58٪  |
| تصويت كتابي    |                                    | 827     | 0.42٪   |
| إجمالي الأصوات |                                    | 197,584 | 100.00٪ |

نتائج انتخابات المديرة التنفيذية لمقاطعة برينس جورج لعام 2022
الانتخابات التمهيدية
| الحزب          | المرشح                             | الأصوات | النسبة  |
| -------------- | ---------------------------------- | ------- | ------- |
| الديمقراطي     | أنجيلا آلسوبروكس (المتولية للمنصب) | 115,473 | 90.93٪  |
| الديمقراطي     | مويسيت تونيا سويت                  | 3,979   | 3.13٪   |
| الديمقراطي     | ليه بودن                           | 2,865   | 2.26٪   |
| الديمقراطي     | شيرمان آر. هاردي                   | 2,767   | 2.18٪   |
| الديمقراطي     | بيلي دبليو. بريدجز                 | 1,909   | 1.50٪   |
| إجمالي الأصوات |                                    | 126,993 | 100.00٪ |

الانتخابات العامة
| الحزب          | المرشح                             | الأصوات | النسبة  |
| -------------- | ---------------------------------- | ------- | ------- |
| الديمقراطي     | أنجيلا آلسوبروكس (المتولية للمنصب) | 219,453 | 98.65٪  |
| تصويت كتابي    |                                    | 3,000   | 1.35٪   |
| إجمالي الأصوات |                                    | 222,453 | 100.00٪ |

نتائج الانتخابات التمهيدية والحتمية لمجلس الشيوخ الأمريكي لعام 2024 في ولاية ماريلاند – الحزب الديمقراطي في جدول منسق:
الانتخابات التمهيدية
| الحزب          | المرشح           | الأصوات | النسبة  |
| -------------- | ---------------- | ------- | ------- |
| الديمقراطي     | أنجيلا آلسوبروكس | 357,052 | 53.37٪  |
| الديمقراطي     | ديفيد ترون       | 286,381 | 42.80٪  |
| الديمقراطي     | جوزيف بيريز      | 4,688   | 0.70٪   |
| الديمقراطي     | مايكل كوب        | 4,524   | 0.68٪   |
| الديمقراطي     | براين فرايدنبرغ  | 3,635   | 0.54٪   |
| الديمقراطي     | سكوتي غريفين     | 3,579   | 0.53٪   |
| الديمقراطي     | مارسيلوس كروز    | 3,379   | 0.51٪   |
| الديمقراطي     | أندرو وايلدمان   | 2,198   | 0.33٪   |
| الديمقراطي     | روبرت هاوتون     | 1,946   | 0.29٪   |
| الديمقراطي     | ستيف سويفِرِر      | 1,664   | 0.25٪   |
| إجمالي الأصوات |                  | 669,046 | 100.00٪ |

الانتخابات العامة
| الحزب          | المرشح           | الأصوات   | النسبة  |
| -------------- | ---------------- | --------- | ------- |
| الديمقراطي     | أنجيلا آلسوبروكس | 1,650,912 | 54.64٪  |
| الجمهوري       | لاري هوغان       | 1,294,344 | 42.84٪  |
| الليبرتاري     | مايك سكوت        | 69,396    | 2.30٪   |
| تصويت كتابي    |                  | 6,726     | 0.22٪   |
| إجمالي الأصوات |                  | 3,021,378 | 100.00٪ |

## روابط خارجية
- الموقع الرسمي لمجلس الشيوخ الأمريكي للسيناتور أنجيلا ألسبروكس
- مرات الظهور على سي-سبان
- المعلومات المالية (للمناصب الفيدرالية) لدى لجنة الانتخابات الفيدرالية
- الملف الشخصي في "فوت سمارت"

قالب:S-legal
| سبقه                                      | ' | تبعه         |
| المناصب السياسية                          |   |              |
| سبقه                                      | ' | تبعه         |
| المناصب الحزبية السياسية                  |   |              |
| سبقه                                      | ' | Most recent  |
| سبقه                                      | ' | {{{reason}}} |
| مجلس الشيوخ الأمريكي                      |   |              |
| سبقه                                      | ' | الحالي       |
| ترتيب الأسبقية للولايات المتحد (احتفالية) |   |              |
| سبقه                                      | ' | تبعه         |
| سبقه                                      | ' | تبعه         |

قالب:MD-FedRepقالب:Current Maryland statewide political officialsقالب:Current U.S. Senators
قالب:County Executives of Prince George's County, Maryland